# 英雄伝説 軌跡シリーズ
英雄伝説 軌跡シリーズ（えいゆうでんせつ きせきシリーズ）は、日本ファルコムが開発・発売しているコンピュータRPGの《英雄伝説シリーズ》第3期の総称である。2004年（平成16年）に発表された『英雄伝説VI 空の軌跡』から始まる進行中のシリーズであり、これまでに『英雄伝説VI』と『英雄伝説VII』、『英雄伝説 閃の軌跡』、『英雄伝説 創の軌跡』、『英雄伝説 黎の軌跡』、『英雄伝説 界の軌跡』『英雄伝説 暁の軌跡』の6作品が発表されている。
シリーズ全般及びシリーズに共通する部分を中心として記述するが、登場人物については英雄伝説 軌跡シリーズの登場人物で扱う。またシリーズ各作品の詳細についてはそれぞれの各項を参照。

## 概要
2004年に第1作「英雄伝説VI 空の軌跡」が発売され、2022年現在、『英雄伝説VI 空の軌跡』、『英雄伝説VII』、『英雄伝説 閃の軌跡』、『英雄伝説 創の軌跡』、『英雄伝説 黎の軌跡』、『英雄伝説 暁の軌跡』の6作品が発表されている。『創の軌跡』、『暁の軌跡』以外の各作品はそれぞれ複数のゲームタイトルで構成されており、ゲームタイトル数としては『暁の軌跡』を含めて通算で13作が発表され、シリーズは現在も継続している（詳細は#シリーズ一覧を参照）。
シリーズ作品は全てゼムリア大陸と呼ばれる架空の大陸を舞台としており、同一の世界設定を共有している。また、時間的な隔たりも短く、一部のキャラクターは作品を跨いで登場する（登場人物については英雄伝説 軌跡シリーズの登場人物を参照）。作品中の世界では導力と呼ばれるエネルギーによって動く導力器がインフラストラクチャーとして広く普及しており、魔法も基本的には導力器によって発動する（詳細は#世界設定を参照）。
コンピュータRPGとしては、シンボルエンカウント方式、コマンド入力方式の戦闘を基本にしたものになっている。一部に作品固有のシステムなどもあるが、ゲームシステムに関しても基本的な部分は共通している。（詳細は#システム、#戦闘システムを参照）
2022年9月末までのシリーズ累計販売本数は公称700万本。

### 〈英雄伝説シリーズ〉としての位置づけ
軌跡シリーズは、〈英雄伝説シリーズ〉としては、第1期〈イセルハーサ編〉、第2期〈ガガーブトリロジー〉に続く第3期シリーズにあたる（下表参照）。〈イセルハーサ編〉、〈ガガーブトリロジー〉のいずれとも世界設定は共有しない。
〈英雄伝説シリーズ〉のナンバリング作品としては、『空の軌跡』の3作品は『英雄伝説VI』にあたり、「零の軌跡」と「碧の軌跡」は『英雄伝説VII』にあたる。『閃の軌跡』については、『英雄伝説VIII』という表記や呼称が日本ファルコムによって公式に用いられたことはない。
第1作の「空の軌跡FC」は発売当初は『英雄伝説VI 空の軌跡』のタイトルを付けられていたが、「空の軌跡SC」以降ではタイトルから〈英雄伝説シリーズ〉としてのナンバリングは外されている。
|                  |  |  |  |  |  |  |  | 第1期：イセルハーサ編     | 第1期：イセルハーサ編     | 第1期：イセルハーサ編     | 第1期：イセルハーサ編     | 第1期：イセルハーサ編     | 第1期：イセルハーサ編     |  |  |              |  | 『I』・『II』                           | 『I』・『II』                           | 『I』・『II』                           | 『I』・『II』                           | 『I』・『II』                           | 『I』・『II』                           |  |  |                                |                   |                   |                   |                   |                   |
|                  |  |  |  |  |  |  |  | 第1期：イセルハーサ編     | 第1期：イセルハーサ編     | 第1期：イセルハーサ編     | 第1期：イセルハーサ編     | 第1期：イセルハーサ編     | 第1期：イセルハーサ編     |  |  |              |  | 『I』・『II』                           | 『I』・『II』                           | 『I』・『II』                           | 『I』・『II』                           | 『I』・『II』                           | 『I』・『II』                           |  |  |                                |                   |                   |                   |                   |                   |
|                  |  |  |  |  |  |  |  | 第2期：ガガーブトリロジー | 第2期：ガガーブトリロジー | 第2期：ガガーブトリロジー | 第2期：ガガーブトリロジー | 第2期：ガガーブトリロジー | 第2期：ガガーブトリロジー |  |  |              |  | 『III』・『IV』・『V』                  | 『III』・『IV』・『V』                  | 『III』・『IV』・『V』                  | 『III』・『IV』・『V』                  | 『III』・『IV』・『V』                  | 『III』・『IV』・『V』                  |  |  |                                |                   |                   |                   |                   |                   |
|                  |  |  |  |  |  |  |  | 第2期：ガガーブトリロジー | 第2期：ガガーブトリロジー | 第2期：ガガーブトリロジー | 第2期：ガガーブトリロジー | 第2期：ガガーブトリロジー | 第2期：ガガーブトリロジー |  |  |              |  | 『III』・『IV』・『V』                  | 『III』・『IV』・『V』                  | 『III』・『IV』・『V』                  | 『III』・『IV』・『V』                  | 『III』・『IV』・『V』                  | 『III』・『IV』・『V』                  |  |  |                                |                   |                   |                   |                   |                   |
| 英雄伝説シリーズ |  |  |  |  |  |  |  |                           |                           |                           |                           |                           |                           |  |  |              |  |                                         |                                         |                                         |                                         |                                         |                                         |  |  |                                |                   |                   |                   |                   |                   |
|                  |  |  |  |  |  |  |  |                           |                           |                           |                           |                           |                           |  |  |              |  |                                         |                                         |                                         |                                         |                                         |                                         |  |  |                                |                   |                   |                   |                   |                   |
|                  |  |  |  |  |  |  |  |                           |                           |                           |                           |                           |                           |  |  | 【本編作品】 |  |                                         |                                         |                                         |                                         |                                         |                                         |  |  |                                |                   |                   |                   |                   |                   |
|                  |  |  |  |  |  |  |  |                           |                           |                           |                           |                           |                           |  |  |              |  | 英雄伝説VI 空の軌跡                     | 英雄伝説VI 空の軌跡                     | 英雄伝説VI 空の軌跡                     | 英雄伝説VI 空の軌跡                     | 英雄伝説VI 空の軌跡                     | 英雄伝説VI 空の軌跡                     |  |  | 空の軌跡FC                     | 空の軌跡FC        | 空の軌跡FC        | 空の軌跡FC        | 空の軌跡FC        | 空の軌跡FC        |
|                  |  |  |  |  |  |  |  |                           |                           |                           |                           |                           |                           |  |  |              |  | 英雄伝説VI 空の軌跡                     | 英雄伝説VI 空の軌跡                     | 英雄伝説VI 空の軌跡                     | 英雄伝説VI 空の軌跡                     | 英雄伝説VI 空の軌跡                     | 英雄伝説VI 空の軌跡                     |  |  | 空の軌跡FC                     | 空の軌跡FC        | 空の軌跡FC        | 空の軌跡FC        | 空の軌跡FC        | 空の軌跡FC        |
|                  |  |  |  |  |  |  |  | 第3期：軌跡シリーズ       | 第3期：軌跡シリーズ       | 第3期：軌跡シリーズ       | 第3期：軌跡シリーズ       | 第3期：軌跡シリーズ       | 第3期：軌跡シリーズ       |  |  |              |  |                                         |                                         |                                         |                                         |                                         |                                         |  |  | 空の軌跡SC                     | 空の軌跡SC        | 空の軌跡SC        | 空の軌跡SC        | 空の軌跡SC        | 空の軌跡SC        |
|                  |  |  |  |  |  |  |  | 第3期：軌跡シリーズ       | 第3期：軌跡シリーズ       | 第3期：軌跡シリーズ       | 第3期：軌跡シリーズ       | 第3期：軌跡シリーズ       | 第3期：軌跡シリーズ       |  |  |              |  |                                         |                                         |                                         |                                         |                                         |                                         |  |  | 空の軌跡SC                     | 空の軌跡SC        | 空の軌跡SC        | 空の軌跡SC        | 空の軌跡SC        | 空の軌跡SC        |
|                  |  |  |  |  |  |  |  |                           |                           |                           |                           |                           |                           |  |  |              |  |                                         |                                         |                                         |                                         |                                         |                                         |  |  | 空の軌跡 the 3rd               |                   |                   |                   |                   |                   |
|                  |  |  |  |  |  |  |  |                           |                           |                           |                           |                           |                           |  |  |              |  |                                         |                                         |                                         |                                         |                                         |                                         |  |  |                                |                   |                   |                   |                   |                   |
|                  |  |  |  |  |  |  |  |                           |                           |                           |                           |                           |                           |  |  |              |  | 英雄伝説VII                             | 英雄伝説VII                             | 英雄伝説VII                             | 英雄伝説VII                             | 英雄伝説VII                             | 英雄伝説VII                             |  |  | 零の軌跡                       | 零の軌跡          | 零の軌跡          | 零の軌跡          | 零の軌跡          | 零の軌跡          |
|                  |  |  |  |  |  |  |  |                           |                           |                           |                           |                           |                           |  |  |              |  | 英雄伝説VII                             | 英雄伝説VII                             | 英雄伝説VII                             | 英雄伝説VII                             | 英雄伝説VII                             | 英雄伝説VII                             |  |  | 零の軌跡                       | 零の軌跡          | 零の軌跡          | 零の軌跡          | 零の軌跡          | 零の軌跡          |
|                  |  |  |  |  |  |  |  |                           |                           |                           |                           |                           |                           |  |  |              |  |                                         |                                         |                                         |                                         |                                         |                                         |  |  | 碧の軌跡                       |                   |                   |                   |                   |                   |
|                  |  |  |  |  |  |  |  |                           |                           |                           |                           |                           |                           |  |  |              |  |                                         |                                         |                                         |                                         |                                         |                                         |  |  |                                |                   |                   |                   |                   |                   |
|                  |  |  |  |  |  |  |  |                           |                           |                           |                           |                           |                           |  |  |              |  | 英雄伝説 閃の軌跡                       | 英雄伝説 閃の軌跡                       | 英雄伝説 閃の軌跡                       | 英雄伝説 閃の軌跡                       | 英雄伝説 閃の軌跡                       | 英雄伝説 閃の軌跡                       |  |  | 閃の軌跡                       | 閃の軌跡          | 閃の軌跡          | 閃の軌跡          | 閃の軌跡          | 閃の軌跡          |
|                  |  |  |  |  |  |  |  |                           |                           |                           |                           |                           |                           |  |  |              |  | 英雄伝説 閃の軌跡                       | 英雄伝説 閃の軌跡                       | 英雄伝説 閃の軌跡                       | 英雄伝説 閃の軌跡                       | 英雄伝説 閃の軌跡                       | 英雄伝説 閃の軌跡                       |  |  | 閃の軌跡                       | 閃の軌跡          | 閃の軌跡          | 閃の軌跡          | 閃の軌跡          | 閃の軌跡          |
|                  |  |  |  |  |  |  |  |                           |                           |                           |                           |                           |                           |  |  |              |  |                                         |                                         |                                         |                                         |                                         |                                         |  |  | 閃の軌跡II                     |                   |                   |                   |                   |                   |
|                  |  |  |  |  |  |  |  |                           |                           |                           |                           |                           |                           |  |  |              |  |                                         |                                         |                                         |                                         |                                         |                                         |  |  |                                |                   |                   |                   |                   |                   |
|                  |  |  |  |  |  |  |  |                           |                           |                           |                           |                           |                           |  |  |              |  |                                         |                                         |                                         |                                         |                                         |                                         |  |  | 閃の軌跡III                    |                   |                   |                   |                   |                   |
|                  |  |  |  |  |  |  |  |                           |                           |                           |                           |                           |                           |  |  |              |  |                                         |                                         |                                         |                                         |                                         |                                         |  |  |                                |                   |                   |                   |                   |                   |
|                  |  |  |  |  |  |  |  |                           |                           |                           |                           |                           |                           |  |  |              |  |                                         |                                         |                                         |                                         |                                         |                                         |  |  | 閃の軌跡IV                     |                   |                   |                   |                   |                   |
|                  |  |  |  |  |  |  |  |                           |                           |                           |                           |                           |                           |  |  |              |  |                                         |                                         |                                         |                                         |                                         |                                         |  |  |                                |                   |                   |                   |                   |                   |
|                  |  |  |  |  |  |  |  |                           |                           |                           |                           |                           |                           |  |  |              |  | 英雄伝説 創の軌跡                       | 英雄伝説 創の軌跡                       | 英雄伝説 創の軌跡                       | 英雄伝説 創の軌跡                       | 英雄伝説 創の軌跡                       | 英雄伝説 創の軌跡                       |  |  | 創の軌跡                       | 創の軌跡          | 創の軌跡          | 創の軌跡          | 創の軌跡          | 創の軌跡          |
|                  |  |  |  |  |  |  |  |                           |                           |                           |                           |                           |                           |  |  |              |  | 英雄伝説 創の軌跡                       | 英雄伝説 創の軌跡                       | 英雄伝説 創の軌跡                       | 英雄伝説 創の軌跡                       | 英雄伝説 創の軌跡                       | 英雄伝説 創の軌跡                       |  |  | 創の軌跡                       | 創の軌跡          | 創の軌跡          | 創の軌跡          | 創の軌跡          | 創の軌跡          |
|                  |  |  |  |  |  |  |  |                           |                           |                           |                           |                           |                           |  |  |              |  | 英雄伝説 黎の軌跡                       | 英雄伝説 黎の軌跡                       | 英雄伝説 黎の軌跡                       | 英雄伝説 黎の軌跡                       | 英雄伝説 黎の軌跡                       | 英雄伝説 黎の軌跡                       |  |  | 黎の軌跡                       | 黎の軌跡          | 黎の軌跡          | 黎の軌跡          | 黎の軌跡          | 黎の軌跡          |
|                  |  |  |  |  |  |  |  |                           |                           |                           |                           |                           |                           |  |  |              |  | 英雄伝説 黎の軌跡                       | 英雄伝説 黎の軌跡                       | 英雄伝説 黎の軌跡                       | 英雄伝説 黎の軌跡                       | 英雄伝説 黎の軌跡                       | 英雄伝説 黎の軌跡                       |  |  | 黎の軌跡                       | 黎の軌跡          | 黎の軌跡          | 黎の軌跡          | 黎の軌跡          | 黎の軌跡          |
|                  |  |  |  |  |  |  |  |                           |                           |                           |                           |                           |                           |  |  |              |  |                                         |                                         |                                         |                                         |                                         |                                         |  |  | 黎の軌跡II                     |                   |                   |                   |                   |                   |
|                  |  |  |  |  |  |  |  |                           |                           |                           |                           |                           |                           |  |  |              |  |                                         |                                         |                                         |                                         |                                         |                                         |  |  |                                |                   |                   |                   |                   |                   |
|                  |  |  |  |  |  |  |  |                           |                           |                           |                           |                           |                           |  |  |              |  | 英雄伝説 界の軌跡 -Farewell, O Zemuria- | 英雄伝説 界の軌跡 -Farewell, O Zemuria- | 英雄伝説 界の軌跡 -Farewell, O Zemuria- | 英雄伝説 界の軌跡 -Farewell, O Zemuria- | 英雄伝説 界の軌跡 -Farewell, O Zemuria- | 英雄伝説 界の軌跡 -Farewell, O Zemuria- |  |  | 界の軌跡                       | 界の軌跡          | 界の軌跡          | 界の軌跡          | 界の軌跡          | 界の軌跡          |
|                  |  |  |  |  |  |  |  |                           |                           |                           |                           |                           |                           |  |  |              |  | 英雄伝説 界の軌跡 -Farewell, O Zemuria- | 英雄伝説 界の軌跡 -Farewell, O Zemuria- | 英雄伝説 界の軌跡 -Farewell, O Zemuria- | 英雄伝説 界の軌跡 -Farewell, O Zemuria- | 英雄伝説 界の軌跡 -Farewell, O Zemuria- | 英雄伝説 界の軌跡 -Farewell, O Zemuria- |  |  | 界の軌跡                       | 界の軌跡          | 界の軌跡          | 界の軌跡          | 界の軌跡          | 界の軌跡          |
|                  |  |  |  |  |  |  |  |                           |                           |                           |                           |                           |                           |  |  |              |  |                                         |                                         |                                         |                                         |                                         |                                         |  |  |                                |                   |                   |                   |                   |                   |
|                  |  |  |  |  |  |  |  |                           |                           |                           |                           |                           |                           |  |  | 【番外作品】 |  |                                         |                                         |                                         |                                         |                                         |                                         |  |  |                                |                   |                   |                   |                   |                   |
|                  |  |  |  |  |  |  |  |                           |                           |                           |                           |                           |                           |  |  |              |  | ファルコム制作                          | ファルコム制作                          | ファルコム制作                          | ファルコム制作                          | ファルコム制作                          | ファルコム制作                          |  |  | イースvs.空の軌跡              | イースvs.空の軌跡 | イースvs.空の軌跡 | イースvs.空の軌跡 | イースvs.空の軌跡 | イースvs.空の軌跡 |
|                  |  |  |  |  |  |  |  |                           |                           |                           |                           |                           |                           |  |  |              |  | ファルコム制作                          | ファルコム制作                          | ファルコム制作                          | ファルコム制作                          | ファルコム制作                          | ファルコム制作                          |  |  | イースvs.空の軌跡              | イースvs.空の軌跡 | イースvs.空の軌跡 | イースvs.空の軌跡 | イースvs.空の軌跡 | イースvs.空の軌跡 |
|                  |  |  |  |  |  |  |  |                           |                           |                           |                           |                           |                           |  |  |              |  |                                         |                                         |                                         |                                         |                                         |                                         |  |  | 那由多の軌跡                   |                   |                   |                   |                   |                   |
|                  |  |  |  |  |  |  |  |                           |                           |                           |                           |                           |                           |  |  |              |  |                                         |                                         |                                         |                                         |                                         |                                         |  |  |                                |                   |                   |                   |                   |                   |
|                  |  |  |  |  |  |  |  |                           |                           |                           |                           |                           |                           |  |  |              |  | スピンオフ                              | スピンオフ                              | スピンオフ                              | スピンオフ                              | スピンオフ                              | スピンオフ                              |  |  | 英雄伝説 暁の軌跡              | 英雄伝説 暁の軌跡 | 英雄伝説 暁の軌跡 | 英雄伝説 暁の軌跡 | 英雄伝説 暁の軌跡 | 英雄伝説 暁の軌跡 |
|                  |  |  |  |  |  |  |  |                           |                           |                           |                           |                           |                           |  |  |              |  | スピンオフ                              | スピンオフ                              | スピンオフ                              | スピンオフ                              | スピンオフ                              | スピンオフ                              |  |  | 英雄伝説 暁の軌跡              | 英雄伝説 暁の軌跡 | 英雄伝説 暁の軌跡 | 英雄伝説 暁の軌跡 | 英雄伝説 暁の軌跡 | 英雄伝説 暁の軌跡 |
|                  |  |  |  |  |  |  |  |                           |                           |                           |                           |                           |                           |  |  |              |  |                                         |                                         |                                         |                                         |                                         |                                         |  |  | 英雄伝説 閃の軌跡 Northern War |                   |                   |                   |                   |                   |
|                  |  |  |  |  |  |  |  |                           |                           |                           |                           |                           |                           |  |  |              |  |                                         |                                         |                                         |                                         |                                         |                                         |  |  |                                |                   |                   |                   |                   |                   |

## シリーズ一覧
移植等による派生版については「#対応プラットフォーム」を参照
| 2004 | 空の軌跡FC       |
| 2005 |                  |
| 2006 | 空の軌跡SC       |
| 2007 | 空の軌跡 the 3rd |
| 2008 |                  |
| 2009 |                  |
| 2010 | 零の軌跡         |
| 2011 | 碧の軌跡         |
| 2012 |                  |
| 2013 | 閃の軌跡         |
| 2014 | 閃の軌跡II       |
| 2015 |                  |
| 2016 | 暁の軌跡         |
| 2017 | 閃の軌跡III      |
| 2018 | 閃の軌跡IV       |
| 2019 |                  |
| 2020 | 創の軌跡         |
| 2021 | 黎の軌跡         |
| 2022 | 黎の軌跡II       |
| 2023 |                  |
| 2024 | 界の軌跡         |

### 空の軌跡（リベール王国編）
- 英雄伝説 空の軌跡FC（Windows、2004年6月24日発売）

英雄伝説 軌跡シリーズの第1作目。リベール王国を舞台に、遊撃士のエステル・ブライトとヨシュア・ブライトの冒険を描く。
「FC」は第1章（First Chapter）を意味する。発売当初は『英雄伝説VI 空の軌跡』という題名だったが、「SC」 (Second Chapter = 第2章) の発売以降に現在の題名に改められた。
英雄伝説シリーズとしては初めてコンシューマーゲーム機に自社移植され、PlayStation Portable（PSP）版が2006年9月に発売された。
2025年より、フルリメイク作品として、Switch/PS5/Steam版『空の軌跡 the 1st』が発売予定。
- 英雄伝説 空の軌跡SC（Windows、2006年3月9日発売）

「FC」の後編にあたり、「FC」の直後から始まる。エステル達と結社《身喰らう蛇》が本格的に激突し、ヨシュアと結社との因縁の決着が描かれる。

- 英雄伝説 空の軌跡 the 3rd（Windows、2007年6月28日発売）

「SC」の後日譚で、この作品では「SC」に登場したケビン・グラハムが主人公となる。
短いサイドストーリーが豊富に用意されており、登場人物たちの過去の話や「零の軌跡」以降の伏線となるエピソードが語られる。

### 零の軌跡・碧の軌跡（クロスベル編）
- 英雄伝説 零の軌跡（PlayStation Portable、2010年9月30日発売）

舞台をクロスベル自治州に移し、警察官のロイド・バニングスを主人公とした話を描く。ゲーム本編中の時系列で開始時期は「空の軌跡 the 3rd」の少し後にあたり、『空の軌跡』のキャラクターも一部登場する。
PSP版『空の軌跡』のヒットを受け、英雄伝説シリーズとしては初めて、コンシューマーゲーム機をオリジナルプラットフォームとしている。

- 英雄伝説 碧の軌跡（PlayStation Portable、2011年9月29日発売）

「零の軌跡」の続編。クロスベルの独立国化をめぐって発生する事態に立ち向かうロイドら特務支援課を描く。

### 閃の軌跡（エレボニア帝国編）
- 英雄伝説 閃の軌跡（PlayStation 3, PlayStation Vita、2013年9月26日発売）

舞台をエレボニア帝国に移し、士官学院生のリィン・シュバルツァーを主人公とした話を描く。「零の軌跡」とほぼ同時期で、続編も含め過去作品の登場人物が一部登場する。
フィールド上のキャラクターのグラフィックは「碧の軌跡」までは3頭身で描かれていたが、本作品から他社製ゲームエンジン（PhyreEngine）を採用したことに伴い7頭身程度に頭身が上げられた。
PlayStation 3とPlayStation Vitaの2種類のハードで発売され、PlayStation Network（PSN）を介したクロスセーブに対応。
前作までは日本以外の地域での販売は他社へのライセンス供与によって行われていたが、本作からはアジア地域では日本ファルコムの自社名義による展開となった。

- 英雄伝説 閃の軌跡II（PlayStation 3, PlayStation Vita、2014年9月25日発売）

「閃の軌跡」の続編。勃発した内戦を治めるべく悪徳貴族とテロ組織の陰謀に立ち向かう物語。
軌跡シリーズの10周年記念タイトルという位置づけの作品となっている。本作は日本語版、中国語版、韓国語版が同時リリースされた。

- 英雄伝説 閃の軌跡III（PlayStation 4、2017年9月28日発売）

「閃の軌跡II」の続編。「閃の軌跡II」の終了時より1年ほど経ち、士官学院の教官となったリィン・シュバルツァーを主人公とした話を描く。
英雄伝説シリーズとしては初めて、据え置き型のコンシュマーゲーム機のみをオリジナルプラットフォームとしている。プラットフォーム変更に伴い、頭身については再度調整され、よりイラストに近い雰囲気になるように変更されている。

- 英雄伝説 閃の軌跡IV -THE END OF SAGA-（PlayStation 4、2018年9月27日発売）

「閃の軌跡III」の続編で、『閃の軌跡』シリーズの完結編。世界大戦開戦に向けて動き出した帝国の裏で蠢く帝国の《呪い》の真実と、そこから導かれる世界の滅亡を阻止すべく動くリィン達の物語。

#### 閃の軌跡 Northern War（ノーザンブリア自治州編）
- The Legend of Heroes 閃の軌跡 Northern War（TVアニメ、2023年放送）

「閃の軌跡II」と「閃の軌跡III」の間の1年間の物語。貧困に喘ぐノーザンブリア自治州を舞台に、「帝国の英雄」リィン・シュバルツァーの偵察任務を命じられた少女猟兵のラヴィアン・ウィンスレットの物語を描く。

### 創の軌跡
- 英雄伝説 創の軌跡（PlayStation 4、2020年8月27日発売）

「閃の軌跡Ⅳ」の半年後を舞台に、クロスベルの自治州としての再独立及び「巨イナル黄昏」後のエレボニア帝国にまつわる出来事をロイド・バニングス、リィン・シュバルツァー、そして仮面の男《C》ことルーファス・アルバレアの3人の主人公の視点で描く。
軌跡シリーズ全体の完結に向かってスタートを切るストーリーとされており、「西ゼムリア編」の完結編とされている。

### 黎の軌跡（カルバード共和国編）
- 英雄伝説 黎の軌跡（PlayStation 4、2021年9月30日発売）

時系列は「創の軌跡」の約1年半後。舞台はカルバード共和国に移り、世界大戦の多額の戦後賠償による好景気に沸く国の裏側で、「裏解決屋（スプリガン）」のヴァン・アークライドの物語を描く。
軌跡シリーズの後半戦の幕を切る作品とされている。

- 英雄伝説 黎の軌跡II -CRIMSON SIN-（PlayStation 4, PlayStation 5、2022年9月29日発売）

『黎の軌跡』の続編で、時系列は約2カ月後。共和国に突如現れた謎の紅黎（あかぐろ）き魔装鬼「グレンデル・ゾルガ」とエプスタイン博士の遺産である「オクト=ゲネシス」最後の1つを巡る謎と戦いの物語。

### 界の軌跡
- 英雄伝説 界の軌跡 -Farewell, O Zemuria-（PlayStation 4, PlayStation 5、2024年9月26日発売）

『黎の軌跡II』の数カ月後が舞台となっており、激変を迎える「ゼムリア大陸」の未来をかけた物語が描かれている。『黎の軌跡』のパーティメンバーの他にも、ケビン、リィンといった、過去の「軌跡シリーズ」のキャラクターも再び活躍する。

### 暁の軌跡
- 英雄伝説 暁の軌跡（Windows、2016年8月31日サービス開始から2024年6月12日までサービス終了しました）

クロスベル自治州を中心にリベール王国やレミフェリア公国にも舞台を広げ、準遊撃士のナハト・ヴァイスとクロエ・バーネットの物語を描く。
開発と運営はUSERJOY JAPANで、日本ファルコムは監修として関わっている。英雄伝説シリーズとしても軌跡シリーズとしても初のオンラインゲーム（ブラウザゲーム）で、2016年8月にサービスが開始されて以降、2025年現在も続編の章が追加されており、2022年11月9日配信を以て、メインストーリーが完結予定。
「閃の軌跡II」と同じく、軌跡シリーズの10周年記念タイトルという位置づけの作品となっている。
- 英雄伝説 暁の軌跡モバイル（iOS/Android/Nintendo Switch、2019年8月27日サービス開始）

「暁の軌跡」をモバイル向け（iOS/Android）にリリースしたもので、ストーリー・ゲームスタイルは「暁の軌跡」と変わらない。変更点としては、軌跡シリーズの15周年記念タイトルという位置づけの作品になった点が挙げられる。また、軌跡シリーズ初の任天堂ハードでの発売となっている。

### 派生作品
- ヴァンテージマスターポータブル（PlayStation Portable、2008年4月24日発売）

1997年に発売されたWindows用ソフト『ヴァンテージ・マスター』をPSP向けに日本ファルコムが自社リメイクした作品で、リメイクにあたって隠しキャラクターとして『空の軌跡』のキャラクターが追加された。
「閃の軌跡III」と「閃の軌跡IV」では、『ヴァンテージ・マスター』のオリジナル部分をカードゲームにアレンジしたミニゲームが遊べるようになっている。

- イースvs.空の軌跡 オルタナティブ・サーガ（PlayStation Portable、2010年7月29日発売）

日本ファルコムのもうひとつの看板作品であるイースシリーズのキャラクターと『空の軌跡』のキャラクターが登場する対戦ゲーム。
軌跡シリーズからは『空の軌跡』だけでなく、本作品の発売時点では未発売だった「零の軌跡」から、ロイド・バニングスとエリィ・マクダエルが登場している。
- 那由多の軌跡（PlayStation Portable、2012年7月26日発売）

〈英雄伝説 軌跡シリーズ〉と異なりアクションRPGで、舞台もゼムリア大陸ではなく、その他の設定も共有していないが、〈軌跡シリーズ〉のひとつにあたる。

## 世界設定
| 七耀暦          | 作品名           | 前作終了時点との間隔           |
| --------------- | ---------------- | ------------------------------ |
| 1202年 - 1203年 | 空の軌跡FC       |                                |
| 1202年 - 1203年 | 空の軌跡SC       | 「FC」の直後                   |
| 1203年          | 空の軌跡 the 3rd | 「SC」の約半年後               |
| 1204年          | 零の軌跡         | 「the 3rd」の数カ月後          |
| 1204年          | 閃の軌跡         | 「零」・「碧」と同時期         |
| 1204年          | 碧の軌跡         | 「零」の数カ月後               |
| 1204年          | 暁の軌跡         | 「碧」と同時期                 |
| 1204年 - 1205年 | 閃の軌跡II       | 「閃の軌跡」の約1カ月後        |
| 1206年          | 閃の軌跡III      | 「閃の軌跡II」の約1年後        |
| 1206年          | 閃の軌跡IV       | 「閃の軌跡III」の半月後        |
| 1207年          | 創の軌跡         | 「閃の軌跡Ⅳ」の約5カ月～半年後 |
| 1208年          | 黎の軌跡         | 「創の軌跡」の約1年半後        |
| 1209年          | 黎の軌跡II       | 「黎の軌跡」の約2カ月後        |
| 1209年          | 界の軌跡         | 「黎の軌跡II」の数カ月後       |

これまでに発表されているシリーズ作品全てが、ゼムリア大陸という名の架空の大陸を舞台とし、七耀暦という架空の暦を用いている。第1作「空の軌跡FC」から2022年現在の最新作「黎の軌跡II」までの事件はおよそ7年ほどの範囲に収まっているため、ある国を舞台にした作品で登場した人物が、他の国を舞台にした作品で登場することもある。
作品の舞台となっている時期から約50年前に起きた「導力革命」と呼ばれる技術革命によって、導力と呼ばれる神秘のエネルギーを使って動く導力器が広く普及しインフラストラクチャーとなっている（詳細は#導力を参照）。

### 世界情勢
ゼムリア大陸の国家・地域が各作品の舞台となっており、大陸西端に位置する『閃の軌跡』の舞台であるエレボニア帝国とその東隣に位置する『黎の軌跡』の舞台であるカルバード共和国の2大国が覇権を争っている。『空の軌跡』の舞台であるリベール王国と『VII』の舞台であるクロスベル自治州は、共にこの2大国に挟まれた弱小地域となっている。
リベール王国

『空の軌跡』の舞台。『暁の軌跡』にも登場。大陸南西端に位置する王国で、北をエレボニア帝国、東をカルバード共和国と隣接する。現在は老女王アリシアII世が統治している。千年以上の歴史を誇り、君主制を布いているが貴族制は約100年前に廃止されている。小国でありながらも豊富な七耀石資源と高い導力器技術、そして女王の巧みな外交によってエレボニア・カルバード両大国とも対等な関係を保っており、緊張感の高い両大国の間に位置する緩衝国として働いている。

エレボニア帝国

『閃の軌跡』の舞台。大陸西端に位置し、大陸でもカルバード共和国と覇を競う軍事大国で、リベール王国同様に長い歴史を持つ。現在は皇帝ユーゲントIII世が元首の地位にあり、当初は皇帝の信任も厚い鉄血宰相ギリアス・オズボーンが国政において辣腕を振るっていたが、七耀暦1206年の「巨イナル黄昏」を契機にした世界大戦により死亡。現在は帝都ヘイムダル知事であったカール・レーグニッツが暫定首班として政務を主導している。
貴族制度が存在し、現在も大貴族が大きな権勢を誇っているものの、平民出身のオズボーンの進める改革もあって、既得権を奪われつつある大貴族を中心とした「貴族派」と、オズボーンを中心とした「改革派」の対立が先鋭化していた。

カルバード共和国

『黎の軌跡』の舞台。大陸西部にあり、エレボニア帝国とリベール王国の東に位置する民主国家で、エレボニア帝国に並ぶ軍事大国。民主制に移行したのはゲーム本編のおよそ100年前で、共和国としての歴史は浅い。当初の国家元首はサミュエル・ロックスミス大統領だったが、七耀暦1206年の総選挙で与党が敗北した事で半年後に退陣、現在はロイ・グラムハートが大統領となっている。
移民を多く受け入れており、大陸東部からの移民による独自の文化を持つ「東方人街」というものも存在する。しかし、移民受け入れ政策を不満としたテロ事件も多く発生していて、治安を悪化させる要因となっている。
国土の東部では、「龍脈」の枯渇によるゼムリア大陸東部の砂漠化の浸食が進んでおり、こちらも問題となっている。

クロスベル自治州

『VII』の舞台。『暁の軌跡』においても物語の展開上、主要な舞台となる。大陸西部に位置し、西はエレボニア帝国、東はカルバード共和国と国境を接し、両国に挟まれている。長年に渡って帝国と共和国の領土争いの対象となってきた地域であり、70年ほど前に両国を宗主国とした自治州として成立した。自治州の成立以来、宗主国である帝国と共和国からは事実上の属領として扱われており、委任統治費として両国に税収の10％を上納している。自治州法により軍隊を保有することが出来ないため、代わりに「警備隊」を保有している。リベール王国とは国境を接していないが、同国から見て北東に位置する。
七耀暦1205年のエレボニア帝国の電撃作戦により、帝国支配下の特区となるが、1207年に、アルテリア法国が後ろ盾となり、自治州として再独立を果たした。
中心都市のクロスベル市は大陸有数の金融都市であり、大陸屈指の銀行であるIBCの本社も所在しているが、裏ではマフィアや犯罪組織が跋扈するなど犯罪都市としての側面も内包し、「魔都クロスベル」と呼ばれている。

レミフェリア公国
『暁の軌跡』の舞台の一つ。大陸北部に位置する公国。大公家によって治められ、現在の国家元首はアルバート・フォン・バルトロメウス大公。厳しい寒冷な気候。森林と湖に代表される風光明媚な自然を有しており、諸外国からの観光客が多く集まっている。
大陸随一の医療先進国であり、大公家と縁のあるセイランド社をはじめとする大手の医療機器メーカーが数多く存在する。クロスベル自治州にある聖ウルスラ医科大学の設立にも協力している。

公都アーデント
レミフェリア公国の首都。北海に面した歴史ある都。 昔ながらの街並みの古都と、大病院や製藥会社が立ち並ふ近代的な街並みの新市街に大別される。導力化も進んでおり、治安も比較的悪くない。飛行船の発達で海運が廃れたことで港灣区は海浜公園になってあり、觀光名所の《シカの像》がある。
公国は経済的にも裕福な国ではあるが、その一方で公都には貧困層の住民の集まるスラム街も存在する。この下町は、クロスベル自治州で出版された娯楽小説『闇医者グレン』の舞台ともなった。

モンレイン市
レミフェリア公国の北西に位置する小さな町。
一年の殆どが雪に覆われているが鉄鋼業や農業、織物業など様々な産業が盛んに行われており、寒冷の地とは思えないほどの熱気がある。

エイヤ
レミフェリア公国の北海に浮かぶ火山島。
ラッセル博士率いる仮設工房チームが製作した新型のレーダーによりその存在が確認された。住民たちは地下の居住区で密やかに生活を営んでいる。島の外れには遺跡があり、エイヤが歩んできた歴史がうかがえる。

アルテリア法国
ゼムリア大陸で広く信仰されている七耀教会の総本山である都市国家。大陸中央に位置し、聖地として大陸全土から信徒が訪れる。面積は非常に小さいながらも各省庁などは揃っており、国家としての体裁は整っている。
ノーザンブリア自治州、レマン自治州、オレド自治州の宗主国でもあり、それらの自治州に国家と同等の主権を認め、政治的な後ろ盾を与えている存在でもある。

ノーザンブリア自治州
『The Legend of Heroes 閃の軌跡 Northern War』の舞台。北方に位置する自治州。かつては大公家によって統治されたノーザンブリア大公国だったが、30年ほど前に「塩の杭」と呼ばれる謎の物体が突如国内に出現した事件（「塩の杭」事件）により、国土の大半が塩と化す壊滅的な被害を受けたことで大公国が崩壊し、自治州となる。
大公国が壊滅して以降は多くの人々が貧困や飢餓に苦しんでいる。そうした事情から、外貨獲得のためにかつての正規軍から転じた《北の猟兵》と呼ばれる大きな猟兵団を抱える。
七耀暦1205年の北方戦役でエレボニア帝国と交戦するも敗北、帝国支配下に組み込まれたが、世界大戦以降独立の機運が高まり、1208年までに再独立を果たしている。

レマン自治州
大陸中西部に位置する自治州。オーブメント開発の主軸を担うエプスタイン財団や、遊撃士協会の総本部がある。同州のル＝ロックル峡谷には遊撃士のための訓練場があり、「SC」序章の舞台になっている。

オレド自治州
大陸内陸にある小さな州。農産物や温泉などが名物。近年急成長しているPMC（民間軍事会社）「マルドゥック総合警備会社」の本社がある。

自由都市圏
大陸中央部の北東部に位置する地域。
エメローゼ市
福音施設の《紫苑の家》の所在地。大聖堂があるとのこと。

### 導力
〈軌跡シリーズ〉の世界では、神秘のエネルギーである導力（どうりょく）によって動く、導力器（オーブメント）という機械が広く普及している。導力は七耀石から取り出される神秘のエネルギーであり、消費しても時間が経てば自然に充填されるという特性を持つ。導力器はエプスタイン博士が古代遺物（アーティファクト）の研究から50年前に発明したものであり、この技術革命は導力革命と呼ばれる歴史の大きな転機となっている。以降、導力器は照明・暖房・通信・兵器・乗り物と非常に幅広く使われるインフラストラクチャーとなっている。内燃機関も存在してはいるが、導力に比べて効率が悪いため、作中ではほとんど用いられていない。
シリーズ内の魔法は導力魔法（オーバルアーツ）と呼ばれ、戦術オーブメントと呼ばれる魔法用の導力器によって発動される設定となっている。
七耀石（セプチウム）
鉱山等から採掘される天然資源の結晶体。地・水・火・風・時・空・幻という7つの属性を持ち、導力を生み出すため、重要なエネルギー資源となる。商店や銀行などの施設で換金可能なほか、加工したものは導力器に結晶回路（クオーツ）として組み込まれ、利用される。『空の軌跡』の舞台であるリベール王国は、七耀石の名産地としてしられている。七耀石の欠片はセピスと呼ばれ、戦術オーブメントにセットするクオーツの原料となる。魔獣はセピスを好む性質を持ち、魔獣を倒すとセピスを入手出来る。

戦術オーブメント

導力魔法（アーツ）を使うためのオーブメントで、エプスタイン財団が唯一の開発元。7つあるスロットにクオーツをセットし、アーツを発動する。第五世代となる「ENIGMA（エニグマ）」や「ARCUS（アークス）」、第六世代となる「Xipha（ザイファ）」では導力通信（携帯電話）の機能が加わっている。
導力魔法を使えるようになるほか、同調することで使用者の身体能力を向上させる作用を及ぼす。

### 古代遺物
古代遺物（アーティファクト）は大崩壊以前の古代ゼムリア文明の時代に作られた道具であり、この古代遺物の研究から導力器が生まれている。古代遺物も導力器も導力によって稼働する点では同じだが、異なる機械体系を持つ。字義どおりに古代の遺物であるため、多くはその力を失った状態で遺跡などから発掘されるが、力を失わずにいるものも存在し、その中には強大な力を持つ物もある。
七耀教会では古代遺物を「早すぎた女神の贈り物」と定義して、個人が無断で所持したり使用したりすることを禁止しており、力を持ったままのアーティファクトを回収・管理している。力を失った物は教会の回収対象から外れるが、力を失ったアーティファクトは解析することも出来ず、役に立たない。
七の至宝（セプト・テリオン）
古代の人々が女神から授かったとされる7つの《古代遺物》。7つの至宝はそれぞれ地・水・火・風・時・空・幻の7つの属性に対応している。いずれも、作品本編の時代の1200年前に起きた《大崩壊》の頃に失われた。「閃の軌跡IV」までに、地・火・空・幻の4つの至宝にまつわる物語が語られている。
それぞれの至宝には、至宝の行く末を見守ることを使命とした、女神が遣わした聖獣のような存在が1体ずついることが示唆されている。

輝く環（オーリ・オール）
《空》を司る至宝。奇蹟の力により人間の願望を無限に叶えることができたが、意思を持たず抑制は利かなかったため、浮遊都市《リベル＝アーク》の中枢として住人たちの願いを叶え続け、結果として《リベル＝アーク》に住む人間たちを肉体的にも精神的にも堕落させてしまう。それに反発したセレスト・D・アウスレーゼらによって、異次元に封印された。
「SC」に登場する竜レグナートによって行く末を見守られていた。

虚ろなる神（デミウルゴス）
《幻》を司る至宝。因果律を操ると言われる。高位の人格を持つ至宝であったため《輝く環》のように人間の願望を無限に叶えることはなかった。だがそれ故に人の業や世界の不条理を理解したため次第に心が病み、最終的には自らを消滅させてしまった。
《幻》の至宝を奉じていた人々は至宝の消滅により恐慌状態となり、以降、その再現を試みることとなる。
『VII』に登場する神狼ツァイトによって行く末を見守られていた。

巨イナル一（おおいなるいち）
《焔》を司る至宝《紅い聖櫃（アークルージュ）》と《大地》を司る至宝《巨の黒槌（ロストゼウム）》が、衝突し混ざり合うことで誕生した《鋼の至宝》ともいうべき存在。内部で無限に自己相克を繰り返す究極にして不安定な力の源。
《焔》と《大地》の至宝は共に守護神の形をとり人々に奇蹟と恩恵を授けていたが、ある時期からそれぞれの至宝を授かった人々が相争うようになり、1200年ほど前に二つの至宝はその人々の願いを聞き届け直接ぶつかり合うこととなった。その衝突は天変地異を引き起こし、地上を暗黒の焦土と化した末に相討ちとなり、最後の激突によって二つの至宝は融合し、制御不能な強大な力を持つ存在となった。残された2至宝の眷属と聖獣たちは《巨イナル一》の封印を試みたが、数度に渡って失敗。最終的に、《大地》の眷属が器になる7体の騎士人形を造り、《焔》の眷属が《巨イナル一》の力をその器に分割して注ぎ、強大な力は《七の騎神（デウス＝エクセリオン）》として管理されることとなる。
その後、《騎神》の一体である《黒》のイシュメルガが悪意に染まったことで、エレボニア帝国は多くの災厄に見舞われることとなる。
2至宝はそれぞれ《焔》の灼獣ローゼリアと《大地》のアルグレスの2聖獣によって行く末を見守られていた。

### 組織

#### 遊撃士協会（ブレイサー・ギルド）
民間人の安全と地域の平和を守ることを第一の目的とした遊撃士（ブレイサー、ゆうげきし）たちによる民間団体。『空の軌跡』の主人公であるエステルとヨシュアも遊撃士（当初は準遊撃士、後に正遊撃士）であるため、協会に所属している。本部はレマン自治州にあり、「国家権力に対する不干渉」を規約として掲げることにより、ゼムリア大陸各地に支部を持っている。その中立性から、時には国家間交渉の仲介役を担う場合もある。「brace（支える）」と「bracer（籠手）」から「ブレイサー」と呼び、「支える籠手」の紋章を掲げる。
遊撃士はまず見習いである準遊撃士となり、実績を重ねて階級を上げ（準遊撃士の階級は1～8級に区分）正遊撃士となる。正遊撃士はその人格・実績に応じてAからGの7階級に区分されているが、停戦などの国家間交渉を担う関係上、上位の正遊撃士にはある程度の外交術が要求される。公式での最上級階級であるA級遊撃士は大陸全土で20数名程度。非公式にはさらに上となるS級が存在し、国家に大きく関わる事件の解決をした者に与えられている。S級遊撃士は大陸全土で4人しか存在しない。エステルの実父カシウス・ブライトはS級遊撃士の1人であったが、リベールのクーデター事件後に王国軍に復帰し遊撃士を辞めているため、「空の軌跡SC」以降は3人しかいない。ただしアリオス・マクレインのようにS級への昇級を断っているA級遊撃士も存在する。

#### 七耀教会（しちようきょうかい）
ゼムリア大陸で最も広い信仰を集める宗教組織で、空の女神エイドスを信奉している。《大崩壊》直後に成立し、その教義によって人々を導き《暗黒時代》を平定させ、《暗黒時代》後のゼムリア大陸で教会を中心とした新たな秩序を形成した。総本山はアルテリア法国。封聖省、典礼省、僧兵庁といった複数の組織から構成されている。
星杯騎士団（グラールリッター、せいはいきしだん）
七耀教会が秘密裏に擁する騎士団。教会組織の中では封聖省の隷下にあり、本部はアルテリア法国にある。12人の《守護騎士（ドミニオン）》を筆頭として、その下に正騎士・従騎士の称号を持つ者達が属し、総数は1000人ほど。現在の総長は《守護騎士》第一位のアイン・セルナート。
古代遺物（アーティファクト）の調査、管理、回収を主な任務とし、回収については主に個人所有の物を対象とする。アーティファクトを悪用する者や、教会より「外法」の認定を受けた者を抹殺するなどの「汚れ仕事」を請け負う一面も存在する。

守護騎士（ドミニオン）
《星杯騎士団》を束ねる存在であり、第一位から第十二位の12人の星杯騎士。それぞれが独自に決めた二つ名を持つ。
守護騎士になるためには《聖痕（スティグマ）》と呼ばれるものが顕現することが条件となっており、時代によっては必ずしも全ての席が埋まるわけではない。《聖痕》の顕現が確認された者は、その時点で騎士団に所属していなくても《守護騎士》となる。
守護騎士にはメルカバという専用の飛行艇が一隻ずつ与えられ、その運用のためもあり、正騎士や従騎士が直属として複数名配属される。

隠密僧兵（イスカリオ）
教会の治安維持組織である僧兵庁が擁する特殊部隊。総数は約数百人。戦術導力器を応用した《霊子法印（れいしほういん）》を扱う。教会に悪影響を及ぼす事象の極秘裏の排除や、「外法」の認定を受けた者及びその協力者を抹殺する「外法狩り」が主な任務。
僧兵庁が封聖省と対立している関係上、星杯騎士団と対立する事も少なくない。僧兵庁のトップである僧兵長が束ねる。現在の僧兵長の身元は一般の教会関係者には秘匿されており、それを知るのは部隊構成員以外は協会のトップたる法王や枢機卿、星杯騎士団総長など極一部。

#### 身喰らう蛇（ウロボロス）
世界に暗躍する謎の結社で、単に《結社》とも呼ばれる。《盟主》（グランドマスター、めいしゅ）と呼ばれる人物を筆頭に、蛇の使徒（アンギス、へびのしと）や、執行者（レギオン、しっこうしゃ）と呼ばれる常人離れした戦闘力を持つエージェントを多数従えている。他を大幅に超えた高度な導力技術を有し、大小の様々な人形兵器、導力ネットワーク技術、更には巨大な飛行戦艦まで、独自開発し運用する。作中で起きる多くの事件の影で暗躍している。特に《教会》とは長い間対立しており、歴史の裏で幾度も渡り合った宿敵となっている。またその活動内容から民間人の保護を理念とする遊撃士協会とも浅からぬ因縁がある。
「身喰らう蛇」の読みは「ウロボロス」だが、単に「みくらうへび」と呼ばれることも多い。
蛇の使徒（アンギス）
《結社》の実動部隊幹部で、各々が何らかの特殊能力を持つ。第一柱から第七柱までの7人が存在。使徒同士の対立や、個々の計画から離脱することはあるが、全員が《盟主》に対して絶対の忠誠を誓っている。

執行者（レギオン）
《結社》の実動部隊の役割を担う構成員で、全員が桁外れな戦闘能力を誇る。《蛇の使徒》の傘下として彼らの計画を実行する存在だが、計画参加にあたって上位者である使徒の命令に従う義務はなく、参加不参加は各自の意思に委ねられている。個人的な事情で《結社》の活動を妨害したり、《結社》から抜けたりした場合も《執行者》の一員として扱われ続ける。
《執行者》となるには「実力以外に心に闇を抱えていることが条件」であるとされ、戦闘能力が《執行者》並であっても勧誘されない者もいる。
《執行者》になると「執行者ナンバー」と呼ばれる番号が与えられ、これまで登場している《執行者》全員がおおむね戦闘スタイルに対応した何らかの二つ名と合わせて名乗っている。

十三工房
《結社》の技術部門で、古代技術を持つ12の工房のネットワークから成り、エプスタイン財団やZCFなどよりも高度な技術を持つ。総括責任者はF・ノバルティス博士。
ヨルグ・ローゼンベルクの《ローゼンベルク工房》、エレボニア帝国の《地精》たちの《黒の工房》などで構成され、フランツ・ラインフォルトのように個人で協力している者もいる。

鉄機隊 / 戦乙女
《蛇の使徒》第七柱アリアンロード直属で、《結社》の中でも最強と呼ばれる戦闘部隊。筆頭隊士である神速のデュバリィ以下、剛毅のアイネス、魔弓のエンネアの3名はアリアンロードの直弟子でもあり、それぞれ執行者に迫る戦闘能力を持つ。《戦乙女》と呼ばれるこの3名の隊士のほか、専用に調整されたスレイプニルという人形兵器を戦力として保有する。

強化猟兵
《結社》の戦闘員たちで、暗示と集中訓練によって短期間で身体強化されている。《結社》の構成員として行動中もその精神には暗示によるロックがかかっていて、余計な情報を外部に漏らせないようになっているほか、用済みとなって解放される時も《結社》での記憶は消去される。「猟兵」と名付けられているが、暗示のため突発的な状況に対処できないという弱点があり、個々の戦闘能力は高位の猟兵団のそれには劣る。

オルフェウス最終計画
《結社》が進める謎の計画。複数の段階があり、「閃IV」までで3種類の計画の存在が明らかとなっている。
盟主にとっては「7つの至宝がこの可能世界において人の手で如何なる結末を迎えるのか。それを導き、見届けること自体」に意味がある計画で、福音計画と幻焔計画はどちらも見届け役としてカンパネルラを遣わしている。執行者が各計画に参加するかしないかは各自の意思に委ねられており、上位者である《蛇の使徒》も参加を強制することはできない。

福音計画（ふくいんけいかく）
「オルフェウス最終計画」の第一段階。《空》の至宝《輝く環（オーリ・オール）》の顕現とその結末を見届けることを目的としたもので、《輝く環》の封印状態の都合上、4つの段階を踏む計画となっており、「空の軌跡FC」と「SC」でその顛末が描かれた。
まず、《環》を『時間凍結』させていた《第一結界》はアラン・リシャールらを記憶操作によって無意識下で協力させ、《ゴスペル（福音）》を使って解除させた（第1段階）。その後、異次元にある《環》への接続実験を繰り返すことで《ゴスペル》の完成度を上げていき（第2段階）、実験成果を反映させ《ゴスペル》を発展させた《β》によって《第二結界》の要であるデバイスタワー（四輪の塔）の機能を停止させ、《輝く環》を浮遊都市《リベルアーク》とともに異次元から解放することに成功する（第3段階）。
計画を主導していたゲオルグ・ワイスマンは、最終段階として、《環》によって人を絶対の理性と究極の知性を持つ段階まで進化させることを目的としていたが、結果としてエステル・ブライトらによって阻まれ、リベルアークは崩壊する。《輝く環》はカンパネルラによって回収され、《盟主》に献上された。

幻焔計画（げんえんけいかく）
「オルフェウス最終計画」の第二段階。二幕構成の計画になっていて、作品中では「碧の軌跡」から「閃の軌跡IV」までの5作に渡って描かれた。
「碧」においてクロスベルで進められた部分が第1幕で、『閃』においてエレボニア帝国で進められた部分が第2幕となっており、第1幕はノバルティスとアリアンロード、第2幕はヴィータ・クロチルダがそれぞれ主導した。
第1幕はクロスベル自治州で行われ、霊脈（七耀脈）の活性化による奇蹟の顕現が試みられ、《幻》の至宝の再現である《零（ゼロ）の至宝》の誕生をもって終了する。
第2幕では帝国に舞台を移し、クロチルダは《蒼の騎神》と《灰の騎神》による相克を図るが、中途で《紅き終焉の魔王（エンド・オブ・ヴァーミリオン）》による横槍が入るとともに、結社とは別に《巨イナル黄昏》に向けた計画を進めていたギリアス・オズボーンに虚を突かれて計画の主導権を奪われる。結社は目的を《巨イナル一》の再錬成を見届けることに変更し、以降はオズボーン主導の計画遂行に協力する形をとった。《巨イナル一》の再錬成をもって計画は終了し、《焔》と《大地》の2つの至宝は消失した。

永劫回帰計画（えいごうかいきけいかく）
「オルフェウス最終計画」の第三段階。

#### 猟兵団（イェーガー、りょうへいだん）
特に優秀な傭兵部隊を呼ぶ称号で、作中には名前だけのものも含め様々な猟兵団が登場している。ミラ次第でどのような（非武装の民間人を虐殺するような）仕事であっても請け負うため、民間人保護を目的とした遊撃士協会とはしばしば対立するほか、国や地域によっては雇う事を法律で禁止している。
最上位の猟兵団である「赤い星座」と「西風の旅団」の幹部たちは《黒の工房》製の「Sウェポン」と呼ばれる強力な装備を所持している。
ジェスター猟兵団
元はエレボニア帝国周辺の自治州を中心に活動していた猟兵団で「FC」・「SC」の半年ほど前に忽然と行方不明になっていたが、「FC」の時期に「帝国遊撃士協会連続襲撃事件」を起こしてカシウス立案による遊撃士協会と帝国軍による共同反攻作戦によって壊滅させられる。
この襲撃事件は結社《身喰らう蛇》のカンパネルラが、《福音計画》の障害となる恐れが大きいカシウス・ブライトをリベール国外に陽動するために仕組んだもので、この猟兵団は捨て駒として用いられた。

北の猟兵
ノーザンブリア自治州に拠点を置く猟兵団。元はノーザンブリア大公国の正規軍であったが、「塩の杭」事件での公国壊滅後、祖国復興資金として外貨を獲得するために、猟兵団として様々な勢力に雇われるようになる。元は正規軍なので強力な装備を持ち、練度も高い。「the 3rd」の最序盤に敵として登場する他、「閃II」ではアルバレア公に雇われた部隊が登場する。また、『閃』に登場するサラ・バレスタインは大公国崩壊後の孤児時代に同猟兵団に身を寄せていた経歴を持つ。
「閃II」と「閃III」の間にあたる七耀暦1205年11月に帝国を相手取って北方戦役を起こすも敗戦、その責任を取る形で解体された。
構成員として『The Legend of Heroes 閃の軌跡 Northern War』のラヴィアン・ウィンスレット、マーティン・S・ロビンソン、イセリア・フロスト、タリオン・ドレイクらが登場。

赤い星座（あかいせいざ）
ゼムリア大陸西部に神出鬼没で現れる最強の武力集団で、その起源は中世の狂戦士「ベルゼルガー」の一族にまでさかのぼる。ほぼ全ての団員が一騎当千の力を持つとされ、戦場における単純な戦闘力においては帝国軍や結社の戦闘部隊をも上回る。
《闘神》と呼ばれる団長バルデル・オルランド、その弟で《赤の戦鬼》の異名を持つ副団長シグムント・オルランドに率いられている。『VII』の主役の1人ランディ・オルランドは団長バルデルの息子であり、同猟兵団の部隊長をしていた過去を持つ。
資金源として、表向きは「クリムゾン商会」や高級クラブ「ノイエ＝ブラン」を経営している他、裏でも詐欺師ミンネスと取引を行い、武装を貸し与えるなどして資金稼ぎを行わせている。

西風の旅団（にしかぜのりょだん）
ゼムリア大陸西部において「赤い星座」と双璧をなす猟兵団。《猟兵王》と呼ばれることになるルトガー・クラウゼルが立ち上げ、自ら団長を務めた。
「碧」の半年前にルトガーと、《赤い星座》の《闘神》バルデル・オルランドが激突して相討ちとなり、団長を失った結果、団は離散状態となっている。
作品中にはルトガー・クラウゼルのほか、幹部のゼノ、レオニダスのほか、出身者として『VII』のガルシア・ロッシ、『閃』のフィー・クラウゼルが登場。
クロスベル編【零の軌跡（フルボイス版）】では「せいふうのりょだん」と発音されている。

ニーズヘッグ
「閃I」及び「閃II」のエレボニア帝国内戦において貴族連合に雇われた猟兵団。竜の紋章を掲げ、各部隊は体の器官（右腕、胃袋、拳など）の名を持つ。猟兵団としては比較的高ランクの集団で、手堅い仕事を行うことで知られる。構成される部隊毎の横の繋がりが非常に希薄で、団の全貌を正しく把握しているのは所属人員のほんの一握りとされる。ある部隊が壊滅しても犯罪者などを取り込むことで部隊を立て直してしまう特徴がある。
《卿》と呼ばれる頭目がいることが判明している。「暁」の主人公の一人、ナハト・ヴァイスは、同猟兵団の少年部隊の部隊長として活動していた過去を持つ。

クルガ戦士団（くるがせんしだん）
ゼムリア大陸中東部を中心に活動し、中東部を代表する実力を持つ高ランクの猟兵団。「クルガの民」と呼ばれる独自の文化を持つ民族によって構成されている。誇りと伝統を重んじており、非武装の民間人に危害を加えるような汚れ仕事は引き受けない。また、非武装の民間人の殺害は戦場であっても禁忌とされている。
構成員及び元構成員として『黎』のフェリ・アルファイド、カシム・アルファイドらが登場。

アイゼンシルト
ゼムリア大陸中部で有名な、中部北の自由都市圏を拠点とする高位猟兵団。「鉄の盾」を紋章に掲げ、猟兵間では単純に「盾」と呼ばれる事もある。元軍人が多く所属している。素行は悪くなく、都市によっては治安維持を任されている。
構成員として『黎』のゲラント・レイガーらが登場。

斑鳩（いかるが）
ゼムリア大陸東部を拠点とする、大陸東部最強の猟兵団。拠点は大陸東部どこかにある事以外詳細不明、出自も不明とその成り立ちには謎が多い。
大陸極東部で受け継がれてきた「太刀」とそれを使う武技「黒神一刀流（こくしんいっとうりゅう）」を扱う達人や、変幻自在の戦闘術「朧月流」と情報収集に長けた「忍び」と呼ばれる隠密部隊といった東方独自の戦闘集団を擁している事から、《侍衆》と呼ばれる事もある。
構成員として『黎』のシズナ・レム・ミスルギ、クロガネが登場。

#### 技術研究機関・導力機器メーカー
いずれも各国を代表する技術機関、メーカーで、製品を他国に輸出をしているため、その名前はシリーズをまたいで登場している。
エプスタイン財団
導力器を発明したC・エプスタイン博士の死後に設立された財団。導力器の普及活動を行っているほか、導力技術の研究機関、導力機器のメーカーとしての側面も強い。通信・情報処理の分野で特に優れているとされる。アーツに使う戦術オーブメントを製造しているのは本財団のみとなっている。

ツァイス中央工房（ZCF）
リベール王国のツァイス市にあり、C・エプスタインの直弟子の一人であるアルバート・ラッセルらによって七耀暦1157年に設立された。「Zeiss Central Factroy」の頭文字を取って《ZCF》とも呼ばれる。
レマン自治州以外で初めて導力器の製造に成功した組織で、導力飛行船の開発と実用化にも世界に先駆けて成功。作品本編の時代でも、導力飛行船の技術では世界最高とされる。

ストレガー社
人気スニーカーを生み出すメーカーで、本社はレマン自治州にある。『空の軌跡』の主人公であるエステルやケビンも、このメーカー製のスニーカーの愛好者。

ラインフォルト社（ラインフォルトグループ、RF）
エレボニア帝国最大にして、ゼムリア大陸でも屈指の巨大重工業メーカー。元々は中世以来の武器工房で、火薬を使った銃火器の開発、製造を行っていた。導力革命以後は、導力列車を他に先駆けて実用化した他、鉄鋼、鉄道、銃火器、戦車の分野で圧倒的なシェアを独占している。

ヴェルヌ社
カルバード共和国に本拠を置く巨大総合技術メーカー。バーゼル理科大学との産学共同で設立された。エレボニア帝国のラインフォルト社と双璧をなす武器・兵器開発の老舗として有名で、導力駆動車の分野で先行している。先進技術の研究開発にも注力している。

セイランド社
レミフェリア公国の有名な医療機器メーカーで、聖ウルスラ医科大学の医療機器もほとんどがセイランド社のもの。

#### その他の組織
釣公師団
リベールの元貴族であるハーバート・フィッシャーが設立した釣り協会。釣りの面白さを世に広めていくことを目的としている。本部はリベール王国の王都グランセルにあり、王国以外でもクロスベル市に支部を構えている。

D∴G教団
《空の女神》の否定を教義とし、悪魔を崇めるカルト教団。大陸各地で多数の子供を誘拐し、「儀式」と称した人体実験で数多くの犠牲者を出すなど非道の限りを尽くした。七耀暦1198年頃に行われた殲滅作戦で《教団》本体は壊滅するが、現在でも残党が各地で様々な事件を起こしている。
「碧」において、後述のクロイス家が《幻の至宝》を再現するために生み出した組織であったことが判明する。しかし傀儡でしかなくクロイス家が大元であることは知らなかったという。

クロイス家
かつて女神より《七の至宝》の1つ《幻の至宝》を授かり受け継いでいた一派の末裔。高度な錬金術を使う一族で、過去にクロスベルの星見の塔や、太陽の砦最下層にある《D∴G教団》の御子の揺篭等を作成した。導力技術が発達した現在は、錬金術と融合させることで魔導科学という分野を生み出した。
現在の当主はディーター・クロイス。しかし一族の使命と錬金術・魔導科学の分野では彼の娘であるマリアベルの方が詳しくて秀でている。
1200年前に《幻の至宝》が自らを消滅させてしまい失われた結果、一族は恐慌状態に陥り、その後、至宝を再現させることに取り付かれ、それを達成することが一族の悲願となる。長年に亘る研究の結果、クロスベル全土を利用した巨大な式を構築し、人造人間《ホムンクルス》を利用した再現手法を編み出すに至る。「碧」の時期にその手法が実行可能となり、結果《零の至宝》が生み出されることになる。
現在、ディーターが総裁を務めるIBC（クロスベル国際銀行）は、クロイス家が《幻の至宝》の再現手法を研究し実行するための資金集めで銀行家を始めたのが前身。

魔女の眷属（ヘクセンブリード）
《焔の至宝》を受け継いだ一派の末裔。現在の長は緋のローゼリア（あかのローゼリア、ローゼリア・ミルスティン）。
《大崩壊》後、大部分は眷属としての役目を捨て、エレボニアの基礎を作った。作品本編の時代のエレボニア帝国では、少数が隠れ里エリンに住むと共に帝国内各地で魔女たちが密かに暮らしている。魔女たちは生まれながらに高い霊力を持ち、呪文を用いた魔法を使うことができる。
“魔女”についての伝承は大陸各地にあり、実在するか不確かな存在として知られる。魔女の眷属の存在を知る七耀教会とはスタンスの違いから対立する一方、《暗黒竜》の事件、《獅子戦役》、エレボニア帝国の吸血鬼事件など、過去何度か協力している。

地精（グノーム） / 黒の工房
《大地の至宝》を受け継いだ一派の末裔。現在の長は黒のアルベリヒ（黒き終焉のアルベリヒ）。
《大崩壊》後に《焔》の眷属（魔女）と和解し、共に至宝を見守っていたが、作品本編の時代の800年ほど前に暗黒竜の討伐に協力した際に終末の予言めいた《巨イナル黄昏》についての言葉を残して《魔女》たちに決別を宣言し、以降は姿を消した。
その後、《黒の工房》へと姿を変え、クロイス家の錬金術師が確立した人造人間（ホムンクルス）の製造方法や、結社《身喰らう蛇》の《十三工房》のノウハウなどを盗むとともに、高位の猟兵団に兵器を供給することで戦闘データを蓄積し、《巨イナル黄昏》実現のための研究を進める。

### 歴史
〈軌跡シリーズ〉では七耀暦と呼ばれる暦が用いられており、『空』は七耀暦1202年から1203年、「零」・「碧」と『暁』は七耀暦1204年、『閃』は七耀暦1204年から1206年、『創』は七耀暦1207年、『黎』は七耀暦1208年が舞台となっている。複数シリーズで語られる（過去の）主な出来事としては下記のようなことがあった。

#### 本編開始以前
大崩壊
各作品が舞台としている時代のおよそ1200年前にあった出来事で、当時繁栄していたゼムリア文明（古代ゼムリア文明）が消滅した事件。多くの技術や道具の製法も失われ、この事件で失われた技術で作られた道具は古代遺物（アーティファクト）と呼ばれるようになる。

暗黒時代
《大崩壊》によって古代ゼムリア文明が失われた後の混迷期。500年ほど続き、七耀教会が教会を中心とした秩序を築き平定される。

暗黒竜の出現
七耀暦270年頃、エレボニア帝国の帝都ヘイムダルに《暗黒竜》ゾロ＝アグルーガが突如出現し、帝都は死の都となる。皇帝アストリウスII世はヘイムダルを逃れ、セントアークに仮の都を置く。
七耀暦371年に、皇帝ヘクトルI世が《魔女の眷属》と《地精》の助力を得て、《緋の騎神》テスタ＝ロッサを起動し、《暗黒竜》の討伐に成功し、帝都を奪還する。

獅子戦役
七耀暦950年頃にエレボニア帝国で勃発した、皇位継承を巡る内紛に端を発する内戦。帝国全土を巻き込み長期化する中、後に「帝国中興の祖」と呼ばれることになるドライケルス皇子が挙兵し、《槍の聖女》リアンヌ・サンドロットや《鉄騎隊》と共に内戦を終結に導いた。

導力革命
七耀暦1150年頃、古代遺物（アーティファクト）を解析したC・エプスタイン博士が、その技術を応用して導力器（オーブメント）を発明したことで起きた技術革命。導力器は大量生産が可能で多くの分野に応用できることから、徐々に世界中に広がり、人々の生活を飛躍的に豊かにしていった。

「塩の杭」事件
七耀暦1178年7月1日、旧ノーザンブリア大公国の公都ハリアスク近郊において「塩の杭」と呼ばれる巨大物体が空中から突如として出現し、大公国が崩壊に至った事件。
物体が出現してから影響が鎮まるまでの3日ほどで、公都ハリアスクを含む3つの行政区が塩の海となって壊滅し、大公国の人口の3分の1が失われる大惨事となった。
事件に際して国外に逃亡した大公の権威は地に墜ち、翌年、市民革命により大公家が打倒され、「ノーザンブリア自治州」が興される。大公国の正規軍の多くは困窮する民衆のために外貨を稼ぐべく猟兵となり、大陸でも最大規模の猟兵団「北の猟兵」が誕生することとなる。

ハーメルの悲劇
七耀暦1192年4月23日にエレボニア帝国最南端のハーメル村で発生した虐殺事件で、村民のほぼ全員が死亡した。犯行にリベール王国製の銃が使われていたことから、帝国は王国に宣戦布告し、侵略を始めることになる（《百日戦役》）。
様々な者の思惑によって引き起こされた事件で、「空の軌跡SC」、『閃の軌跡』を通してその背景が語られることになる。

百日戦役
七耀暦1192年にエレボニア帝国がリベール王国を侵略しようとした戦争。リベール王国は王都グランセル及びレイストン要塞を除く領土を瞬く間に占領されたが、王国軍大佐カシウス・ブライトが立てた反抗作戦によって戦線は一時膠着し、その後、エレボニア帝国が停戦と撤兵に応じ、翌年には両国の間で講和条約が結ばれた。開戦から停戦まで約100日であったため「百日戦役」の名で呼ばれる。

《D∴G教団》殲滅作戦
七耀暦1198年頃に実行された作戦。ゼムリア大陸各地に点在する《D∴G教団》の拠点を一斉に襲撃して《教団》の殲滅を狙った作戦で、各国の警察及び軍隊と遊撃士協会が共同戦線を張り、遊撃士協会のカシウス・ブライトが総指揮を執った。各拠点での戦闘は熾烈を極め、捕縛された《教団》信者の大半が自決し、さらに「儀式」の犠牲となった子供達の無残な遺体が大量に発見されるなど、地獄絵図そのものの光景が繰り広げられた。この作戦で《教団》本体は壊滅したが、大陸各地に残党が潜んで復活の時を待ち受けている。
この作戦に前後して、結社《身喰らう蛇》と《星杯騎士団》も教団のロッジを壊滅させている。

#### 本編開始以降
リベールのクーデター事件
七耀暦1202年にリベール王国で起こったクーデター事件。「FC」で起こされた事件でエステル・ブライトたち遊撃士、ユリア・シュバルツ率いる親衛隊やその他数多くの協力者の活躍により解決する。

リベールの異変
七耀暦1203年にリベール王国で起こった異変で、同国中央にあるヴァレリア湖上空に《リベル＝アーク》と呼ばれる浮遊都市が現れ、浮遊都市を中心とした広範囲で導力が全て停止してしまった事件を指す。その影響はリベール国内のみに留まらず、エレボニア帝国南部の一部の都市にまで及ぶ。帝国側は浮遊都市をリベールの新兵器だと主張し、帝国軍をエレボニアとリベールの国境付近に展開し、両国の戦争再発を招きかねない事態にまで発展した。結社《身喰らう蛇》によって「SC」終盤に起こされた事件であり、エステル・ブライトたちの活躍によって浮遊都市《リベル＝アーク》は崩壊し、無事解決する。

教団事件
七耀暦1204年に《D∴G教団》の幹部司祭であったヨアヒム・ギュンターがクロスベル自治州で起こした事件を指す。薬物で操られた自治州の警備隊が自治州中枢部を襲撃するなどしたが、ロイド・バニングスら特務支援課の活躍で解決する。しかし、この事件でクロスベルの安全保障に懸念を持ったエレボニア帝国とカルバード共和国は、共にクロスベルへの圧力を強めていくこととなる。

西ゼムリア通商会議
七耀暦1204年8月31日にクロスベル自治州で行われた通商会議。クロスベル市市長のディーター・クロイスがクロスベル自治州の独立を提言する。

十月戦役
七耀暦1204年10月から12月にエレボニア帝国内で起きた内戦。「閃I」終盤で始まり、「閃II」を通して描かれた。

碧の大樹事件
七耀暦1204年12月末にクロスベル自治州で起きた事件。「クロスベル事変」とも呼ばれる。ロイド・バニングスら特務支援課の活躍により解決する。

クロスベル戦役
七耀暦1205年初めのエレボニア帝国によるクロスベル侵攻と、その後のカルバ―ド共和国との戦争を指す。どちらも帝国軍の指揮はルーファス・アルバレアによって執られ、帝国軍は共和国軍を撃退し続け、結果的に、大規模な戦闘は同年3月に終息した。
クロスベルの占拠を確固なものとしたことで、エレボニア帝国はクロスベルに総督府を開設し、クロスベル総督となったルーファスによる占領地政策を進めていくことになる。

北方戦役
七耀暦1205年11月にエレボニア帝国がノーザンブリア自治州に侵攻した戦争。「閃II」と「閃III」の間に起きた。
《十月戦役》でケルディックの焼き討ちを実行した猟兵団《北の猟兵》の責任を帝国政府が追求し、同年6月に自治州政府に損害賠償請求を行い、それに反発した《北の猟兵》が自治州議会を占拠して帝国政府に賠償の拒否を伝えたことに端を発する。
エレボニア帝国政府は、内戦後も対立状態にあったオーレリア・ルグィンら旧貴族連合軍の残党と取引をし、11月にオーレリアと旧貴族連合軍を主力とした連合軍がノーザンブリア自治州に侵攻し開戦。
開戦から10日ほどで、帝国軍はノーザンブリア自治州の州都ハリアスクの議事堂を占領し、《北の猟兵》の降伏をもって終戦した。

ヨルムンガンド戦役
七耀暦1206年9月1日に、7月17日に発生した皇帝ユーゲントⅢ世暗殺未遂事件及び翌日に発動したエレボニア帝国に巣食う呪い《巨イナル黄昏》を受け、帝国がカルバード共和国に対して仕掛けた全面戦争。単純に「世界大戦」とも呼ばれる。
帝国皇子オリヴァルト・ライゼ・アルノールが《灰色の騎士》リィン・シュバルツァーを筆頭に対抗勢力《光まとう翼》を旗揚げ。《光まとう翼》が、《巨イナル黄昏》を齎した《黒の騎神》イシュメルガを討った事により帝国は正常化し、翌2日に終戦。
この大戦で帝国宰相ギリアス・オズボーンは戦死し、終戦後「大義のない無意味な戦争を主導した」罪で《鉄血の子供たち》筆頭兼クロスベル総督ルーファス・アルバレアは逮捕された。
これを受け、共和国は帝国に天文学的な損害賠償を請求。帝国は承諾し、帝国政府、皇室、ラインフォルトグループ、四大名門が主となって支払う事で合意した。

クロスベル解放作戦
七耀暦1207年2月14日にエレボニア帝国クロスベル特区で行われた軍事作戦。特務支援課を含むクロスベル警察とクロスベル警備隊主導で行われ、クロスベルからの撤退を不当に拒否していた総督府治安部隊（総督親衛隊）の構成員は帝国臨時政府からの逮捕委任状を受けた特務支援課により全員逮捕。翌月15日にクロスベル再独立が決定された。

クロスベル再事変
七耀暦1207年3月15日に発生した、「ルーファス・アルバレア」を名乗る男及び彼が率いる部隊《黒の衛士隊》によるクロスベル自治州の不法占領。占領と同時にルーファスは「クロスベル統一国」建国を宣言し、自身は元首である新総統に就任。
1週間後の22日10時に《クロスベル市解放作戦》が行われ、統一国政府は鎮圧・無力化されるが、彼らが密かに開発していた最終兵器《逆しまのバベル》の存在が明らかになり、これを無力化する為に同日15時《創（はじまり）の翼作戦》が開始。
特務支援課、新旧Ⅶ組、新生帝国解放戦線、その他各地からの有志により、同日17時に《逆しまのバベル》が破壊されて終結。約1週間後にクロスベルは正式に再独立を果たした。
クレイユ村壊滅事件
七耀歴1208年11月16日に発生した、カルバード共和国最大級の事件。ジェラール・ダンテスが持ち込んだ反応兵器を起爆したことで、クレイユ村に住む約1000人の命が無惨にも奪われた。
その場に居合わせたディンゴ・ブラッドも死亡するが、彼が死に際にクラウドにアップしたデータにより、アルマータの新たな本拠地が割れることとなる。
この事態を受け、共和国では国家非常事態宣言が発令。道路に幾重もの検問が張られる。

### 武術
八葉一刀流（はちよういっとうりゅう）
東方の剣士《剣仙》ユン・カーファイによって興された剣術の流派。刀・太刀を得物とする剣術で、一の型から七の型の7種の剣術の型と、武器を失くした時などに使う素手による第八の型《無手》の計8つの武術で構成されている。その剣術の型を全て修め、いずれか1つを極めて皆伝に至った者は《剣聖》と呼ばれ、世界でも指折りの実力者として名を知られるようになる。

一の型《螺旋撃》
刀を振り抜き旋風を巻き起こして相手を包み込みその旋風が鎌鼬となり相手を切りつける。

二の型《疾風》
高速の動きで接近してすれ違いざまに敵を斬りつけて離脱する、一撃離脱、スピード主体の型。『VII』に登場したアリオス・マクレインが皆伝した型。

三の型《業炎撃》
炎を纏った刀を相手の頭上から振り下ろす破壊力に特化した型。

四の型《紅葉切り》
素早く相手の懐に踏み込み切り抜ける型。

伍の型《残月》
居合抜きの型。『空』で登場したアラン・リシャールがこの型を独自にアレンジしたものを使用している。

六の型《緋空斬》
自分の直線上に炎の衝撃波を飛ばす遠距離攻撃に長けた型。

七の型《無》（《無想覇斬》）
詳細不明の型。

八の型《無手》
武器が手元に無い時に使用する、その名の通り素手で戦う格闘術の型。拳や掌底による打撃を繰り出す。『閃』のリィン・シュバルツァーがユンに徹底的に叩き込まれた型で、「閃」の騎神戦でこの技の一つである「破甲拳」を使用している。

泰斗流（たいとりゅう）
八葉一刀流と共に名を知られている東方三大拳法のひとつ。東方の神秘「氣」を体内で高め、解き放つことによって攻撃力や防御力を向上させての戦闘を得意とする。また高めた「氣」を放つ強烈な零距離攻撃や遠距離攻撃もある。基本的には格闘術が主だが、偃月輪といった得物を使用した武術の型もある。

月華流（げっかりゅう）
東方三大拳法のひとつ。ツァオ・リーをはじめとした黒月の正規構成員が主に使用する。

崑崙流（こんろんりゅう）
東方三大拳法のひとつ。

ヴァンダール流
エレボニア帝国に伝わる2大剣術流派のひとつ。主に片手剣を得物とする剣術で、ヴァンダール家に代々伝わってきた。様々な状況への対応力の高さが売りであり、何かを"護ること"に秀でた守護剣術。

アルゼイド流
エレボニア帝国に伝わる2大剣術流派のひとつ。主に両手剣を得物とする剣術だが、槍やレイピアなども扱っている。2大流派の片割れであり守勢に優れるヴァンダール流とは対極の、防御を捨てた攻撃に特化した剣術。

シュライデン流
ノルティア州の武術でアルゼイド流やヴァンダール流に匹敵する歴史ある流派。

### 度量衡
長さは「アージュ」、「リジュ」、「セルジュ」で表され、1アージュは現実世界の1メートルに相当する。作品中で、1リジュは0.01アージュ（0.01メートル、1センチメートル）、1セルジュは100アージュ（100メートル）に相当する。長さについては、《大崩壊》以前から同じ単位が用いられている。
重さは「トリム」で表され、1トリムは現実世界の1,000キログラム（MTS単位系における1トン）に相当する。

### 乗り物・兵器
作品中には導力を用いた様々な乗り物や兵器が登場する。

#### 導力飛行船
七耀暦1168年（本編の時代のおよそ35年前）にアルバート・ラッセルとツァイス技術工房によって実用化された、空を飛ぶ乗り物。ヘリウムなどの気体を使って浮く現実世界の飛行船とは異なり、浮力は導力によって発生させ、速度も速い。導力機関から生み出されたエネルギーを飛翔機関によって変換し反重力フィールドを生み出すことで自ら浮力を発生させ、垂直離着陸やホバリングが可能。作品世界中では、国内や国外の都市間を結ぶ公共交通として旅客飛行船が広く普及しているほか、軍事用途でも用いられている。小型の飛行艇も含め、船内は多層構造になっており、導力機関を用いる都合上、船内に機関室を持つ。
作品中の世界には翼による揚力を用いた飛行機は存在せず、熱気球の類も登場しないため、一般的な乗り物としては空を飛ぶ唯一のものとして登場している。以下、作品中に登場する主だった導力飛行船について記述する。
旅客飛行船
七耀暦1175年に実用化された、公共交通機関としての飛行船。飛行速度は時速900セルジュ（時速90km）ほど。
ツァイス中央工房（ZCF）製の船（全長30アージュ）として、リベール王国のリンデ号、セシリア号、国際定期便のグレトナ号、旅客船をベースにした移動工房船ライプニッツ号が登場している。
大型のものとしては、ラインフォルト社製のルシタニア号（全長150アージュ）が登場している。

飛行艇
七耀暦1192年の《百日戦役》に際してアルバート・ラッセルが開発した警備飛行艇をはじめ、小型の導力飛行船は「飛行艇」と呼ばれる。基本的に軍用だが、エレボニア帝国の貴族では私有している者も少なくない。最高時速は山猫号では2,300セルジュ（時速230km）に達する。従来の旅客飛行船に比べて小型で、高速で、かつ小回りが利く。
飛行艇を最初に開発したリベール王国のツァイス中央工房（ZCF）のほか、エレボニア帝国のラインフォルト社、カルバ―ド共和国のヴェルヌ社が製造している。結社《身喰らう蛇》も独自の飛行艇を多数保有し、結社の飛行艇はステルス機能を搭載する。
船名を持つ主な船としては、カプア兄弟の山猫号が登場。飛行艇よりやや大型で、かつ下記の船種に当てはまらないものとしては、猟兵団《赤い星座》の強襲揚陸艦ベイオウルフ号、「暁」で試験班が運用している病院船エインセル号が登場している。

高速巡洋艦
七耀暦1202年にリベール王国が完成させた軍用の導力飛行船。飛行艇に比べると倍以上の全長があり、飛行艇が運用のために必要な最低限の船内設備しか持たないのに対し、作戦会議室や格納庫などの多用途設備を有する。
最高速度は「空3rd」時のアルセイユで最高時速3,600セルジュ（時速360km）ほどで、作品中の全船種の中で最も速い。武装として、対空砲のほか、船首部に主砲を格納している。
　『閃』までに、リベール王国軍のアルセイユ（全長42アージュ）と、その2番艦でエレボニア皇室が保有するカレイジャス（全長75アージュ）、3番艦で同じくエレボニア皇室が保有するカレイジャスIIの3隻が登場している。

飛行戦艦
軍用の導力飛行船。非常に大型であることが特徴で、飛行艇、機甲兵のような大型兵器を船内に多数格納して運用することができる。
ルシタニア号のような大型の旅客飛行船と比べてもサイズが大きいため、エレボニア帝国ではパンタグリュエルを運用するために空港設備の拡張が必要になった。
『閃』で、エレボニア帝国のパンタグリュエル（全長250アージュ）、ガルガンチュア級（全長250アージュ）、カルバ―ド共和国のバテン＝カイトス級（全長200アージュ）が登場している。

《紅の方舟》グロリアス
『空』と「閃IV」に登場。結社《身喰らう蛇》が運用する戦闘空母で、使用には《盟主》の許可を必要とする。
全長280アージュという作品中でも最大サイズの巨体を誇る船で、多数の強化猟兵や人形兵器を収容するだけでなく、12隻の飛行艇を格納し、ゴルディアス級戦略人形兵器の運用にも対応する。兵装としては、主砲のほか、多数の自動砲台を備える。結社の飛行艇と同様、ステルス機能を搭載しているため、通常のレーダーでは捕捉できない。
導力機関には22基のエンジンを搭載し、高度8,000アージュを飛行。
船内にある《聖堂》から《星辰の間》に接続することができる。

特殊作戦艇《メルカバ》
「the 3rd」、「碧」、「閃IV」に登場。星杯騎士団が極秘裏に運用する飛行艇で、守護騎士（ドミニオン）1人に1隻の専用艇があり、計12隻存在する。操縦は数名の従騎士が担当。
エプスタイン財団の協力で完成。七耀暦1178年には存在しているため、完成はリベール王国の警備飛行艇より早い。
古代遺物《天の車》を用いているため、厳密には他の「導力飛行船」とは異なる。導力によって動くところは他の飛行船と共通だが、原動機として、導力機関ではなく、霊子機関を機関部に持つ。飛行船としては小回りが効き、《神機》アイオーンType-βと単機で交戦したこともある。
一般的な飛行艇に比べると船体が大きく、内部には休息設備や工房設備を持つ。外装は鏡面装甲で覆われ、レーダーからのステルス機能だけでなく、光学迷彩機能も有する。

#### 車両
導力エンジンを使った車両。軍事用の戦車、装甲車のほか、民間用の導力車、導力リムジン、導力バス、運搬用の導力トラックなどがある。
作品本編の時代の頃になって、導力機関の小型化に伴って開発が進み、自家用導力車の普及も始まっている。カルバ―ド共和国で発達している一方、『空の軌跡』の舞台のリベール王国は山がちなため普及していない
オルグイユ
リベール王国軍の情報部が独自開発した戦車。七耀暦1202年のクーデター事件によって軍を追われたカノーネらが、奪った新型導力エンジンXG-02を本戦車に搭載して王都グランセルで蜂起した。

アハツェン
七耀暦1202年に制式化された、エレボニア帝国正規軍の主力戦車。作品世界において最強の戦車とされる。
ラインフォルト社製で、全長8アージュ、最大装甲18リジュ、10リジュ砲を備える。「アハツェン（18）」という名前は装甲の厚さから命名されている。
「碧の軌跡」で初登場。クロスベル侵攻で第5機甲師団の数十台が投入され、《神機》アイオーンType-γのプラズマバスター砲で全て壊滅したが、装甲がすさまじく頑丈であったため、乗員の多数は無事だった。

XD-78（エックスディー ななはち）
「碧」で特務支援課に支給された導力車両。ツァイス中央工房（ZCF）製。飛行船用の新型エンジンの小型版が搭載され、最高速は時速1,500セルジュ以上。
特務支援課には新市長のディーター・クロイスの計らいで支給された。

装甲車
クロスベル警備隊のRAT-09、エレボニア帝国軍のNP-IIが登場しているほか、カルバ―ド共和国でも主な地上戦力として用いられている。

#### 鉄道車両
七耀暦1158年にエレボニア帝国において、G・シュミットとラインフォルト工房（後のラインフォルト社）が軌道上を走る「導力駆動車」を開発。その後の20年足らずの間にエレボニア帝国では主要都市が鉄道で結ばれ、一般的な公共交通機関として利用されている。
七耀暦1184年には大陸鉄道が開通し、エレボニア帝国、クロスベル自治州、カルバ―ド共和国が鉄路で結ばれる。
大陸横断鉄道の旅客鉄道は時速1,000セルジュ程度、エレボニア帝国の鉄道憲兵隊（TMP）の高速列車は時速1,800セルジュで走行する。

#### 人型兵器
作品中に登場する人型の大型兵器の大部分は、古代ゼムリア文明時代に作られた人形兵器（オーバーマペット、「機械人形」）と、それらを結社《身喰らう蛇》の十三工房が解析して作成した人形兵器のふたつに大別できる。本項では主だった物について記述する。
《環の守護者》トロイメライ
「FC」における最終ボス。グランセル城の地下「封印区画」に封印（実際は放置）されていた自律型の巨大な人形兵器で、導力によって動き、凄まじい戦闘能力を有する。
「MODE：侵入・索敵（イントルード&サーチ）」という形態では、人型をした本体の他、物理攻撃に対する防御力の高いボソープL、導力魔法に対する防御力の高いボソープRという2体の支援機を随伴させる。この形態の本体は頭部に砲門を備え、エステル曰く「ブサイク」。「侵入・索敵」形態で大きなダメージを負うと、「MODE：完全殲滅<ジェノサイド>」へと移行し、頭部形状がドラゴンを模した形に変わるとともに、4脚となり、両腕にボソープL・Rを合体させた状態になる。この形態ではアポストールアルファ、アポストールベータという小型の人形兵器を無尽蔵に生み出すほか、ダメージを与え過ぎると「デスレイジ」という強力な必殺技で反撃を行う。
かなりの耐久力を持っており、エステル、リシャールらでは倒しきることができなかった。しかし駆けつけたカシウスの猛攻により半壊し、最期はエステルたちの総攻撃によって今度こそ完全破壊された（場合によってはそのままカシウスが倒してしまう）。
その正体は《輝く環》が自己防衛のために生み出した戦闘兵器で、古代遺物の一種であることは「SC」で明かされる。「FC」に登場した個体は《輝く環》を封印するために人類が作り出した「封印区画」を破壊するため侵入したもので、最深部に到達する直前に《輝く環》が封印されたために機能停止していた。リシャールが封印の一部を解いたことで再起動し、結果として復活してしまった。後に《結社》がトロイメライを基にしたT・M・ドラギオン（下記）を開発する。

T・M・ドラギオン（トロイメライ＝ドラギオン）
結社《身喰らう蛇》がトロイメライを解析して作成した人形兵器。トロイメライの「MODE：完全殲滅<ジェノサイド>」に似た形状をしているが、脚部は4脚から2脚に改められていて、両腕も汎用性のある形状になっている。背中に翼を展開させることで、飛行と空中機動が可能で、空中での戦闘能力も有する。

ゴルディアス級戦略人形兵器
結社《身喰らう蛇》が古代遺物を研究して作成した大型の人形兵器。元々はヨルグ・ローゼンベルクが開発していたが、F・ノバルティスが開発計画の主導権を横取りした。
作品中に登場する機体はいずれも、導力演算機《マーズ》によって高度な目標評定能力と自律戦闘能力を有する。基本的に外にいる操縦者の命令に従いつつ行動するが、アイオーンType-αのみ搭乗して操縦することも可能な描写がある。
素材として結社による合金「クルダレゴン」が使用されており、パテル＝マテルで使用された世代の物でも当時の時点で最高の性能を誇った。
飛行能力も持つが、《神機》アイオーンType-β以外は空中戦闘できるほどの性能はなく、移動のためのものとして描写されている。

パテル＝マテル
作品中に最初に登場するゴルディアス級の人形兵器で、同級の従来型で主眼となっていた戦略的運用に加えて、戦術的運用を可能とすることを目標として開発された。
無補給で数年間の継戦が可能な戦闘能力を持つ。特殊兵装として、操縦者の危機の際はその治癒と蘇生を行う《リバイバルシステム》を搭載する。
F・ノバルティスが、機体そのものの開発以外に、新型導力機関の開発や操縦者の選定なども担当した。操縦者の選定が難航したため開発計画は一時凍結されるが、レンが操縦者として適性を示し、完成に至る。
全高は15.5アージュ。巨体を支えるため、脚部の設計も課題となった。

《神機》アイオーン
十三工房のF・ノバルティスが作ったもので、「ゴルディアス級最終型」と名付けられている。「碧の軌跡」で、万能型のType-α、変形により空中戦闘も可能な「空域制圧用高速飛行型」のType-β、パテル＝マテルの後継機で「拠点防衛・鎮圧用」のType-γの3体が登場。「閃の軌跡III」では、3体それぞれの後継機が登場した。「閃III」で登場した機体は全て破壊されたが、複数体用意されていた同型が「閃の軌跡IV」でも再登場している。
《零の至宝》が奇蹟をふるうためのインターフェイスとして作られており、超常的な力を発揮し、特にType-αは空間を操る能力を持つ。「閃III」では活性化した霊脈からの力を借りて、そうした能力が発揮できるか実験に使われた。
導力機関として「エーテルリアクター」を搭載。至宝の力を借りている時は無尽蔵のエネルギーが導力機関に供給されるため、機体を大破させるか導力機関を破壊しない限り撃破は困難。
「閃III」で登場した機体はゼムリアストーン製の太刀の斬撃も通さないほどの堅牢さを持つ。しかし、フレームの材質・構造的に、超常的な力を借りなければ自重を保持することもできないと考えられている。
クロスベルに現れた各タイプの全高はType-αが16.5アージュ、Type-βが12.5アージュ、はType-γが20.5アージュ。

騎神（デウス＝エクセリオン、きしん）
『閃』に登場。黒、金、銀、緋、蒼、紫、灰の7体が存在し、『閃』の主人公であるリィン・シュバルツァーはその内の1体である《灰の騎神》ヴァリマールに搭乗。《騎神》による闘争は『閃』の作品中で大きな要素として描かれる。
その正体は、作品本編の時期よりおよそ1200年前に《巨イナル一》を封印するため、《地精》と《魔女》によって造られた騎士人形。霊力（マナ）を動力源としていて、飛行できるだけでなく、「精霊の道」を用いた転移を使える、破壊されたとしても時間が経てば自己再生する、など、他の機械人形にはない超常的な力を有する。
自我と思考能力を持ち、言葉を操り人間と会話することもできる。ある程度の自律行動は可能だが、戦闘のためには《起動者（ライザー）》と呼ばれる搭乗者を必要とし、騎神の力を引き出せるかは《起動者》に大きく左右される。
騎神による闘争についての記憶は時とともに曖昧となる性質があり、エレボニア帝国では、1204年の内戦（《十月戦役》）で姿を現す以前は、伝承上の《巨いなる騎士（おおいなるきし）》として、実在したか不確かな存在として知られていた。
全高は7アージュ強。

《起動者》（ライザー）
《騎神》の搭乗者のことで、例外はあるものの、“巨イナル一の影”による試しを乗り越えた者が《起動者》として認められる。
死亡した場合もその肉体は腐敗せず、時期を置いて不死者として蘇る。《相克》によって自らの《騎神》の力が奪われた場合、不死者は消滅する。

機甲兵（パンツァー・ゾルダ、きこうへい）
『閃』に登場。七耀暦1204年にラインフォルト社が完成させ、エレボニア帝国の貴族連合軍（後に正規軍も採用）が運用している人型兵器。
フランツ・ラインフォルトの構想を基にしており、クロワール・ド・カイエン（カイエン公爵）の依頼を受けたG・シュミットが《蒼の騎神》オルディーネを参考にして設計し、ラインフォルト社の第5製作所が当初は秘密裏に製造した。
汎用型のドラッケン、その上位機のシュピーゲル、重装型のヘクトル、高速型のケストレル、超大型のゴライアスの5系統の機体が存在する。いずれも従来からある技術の発展で作られたものであるため、《騎神》が持つような超常的な能力は持たず、既存の地上兵器に対して絶対的な優位性があるわけでもない。戦車のアハツェンと比べると、運動性能で大きく上回るものの、馬力、装甲、火力では及ばない。
作品中では、当初は敵方の兵器として登場し、「閃III」以降ではユウナ・クロフォードら新VII組が搭乗するようになる。
全高はドラッケンが7.0アージュ、シュピーゲルが7.1アージュ、ヘクトルが6.6アージュ、ケストレルが6.6アージュ、ゴライアスが11.8アージュ。どのモデルも飛行能力は持たないが、「閃III」で登場したブースターユニットを使うことで、ごく短時間なら移動のための飛翔（ジャンプ）ができるようになった。

魔煌兵（まこうへい）
『閃』に登場。《騎神》への対抗手段として、暗黒時代にエレボニア帝国の魔導師たちが作り上げた魔導の傀儡で、亜次元兵装とも言える存在。完全に自律して動く。
七耀暦527年に作られた《オル＝ガディア》を原型とし、複数種類が造られた。作品中では、四本腕を持ち剣で戦うオルトヘイム、強大な腕を持ち格闘に長けたダイアウルフ、重量級で戦斧を用いるヘヴィルヴィ、大剣を持つシグルヘイム、鉄球で戦うダイナゴラム、人馬型のアズラ=ルキエルの6種類が登場している。
乗り手を選ぶ《騎神》と異なり、ミラで買うことができるため、有力な豪族たちに重宝された。霊脈が活性化している時しか動かせないという欠点を抱えていたが、《騎神》が顕現する時は霊脈が乱れて活性化していることがほとんどだったため、《騎神》への対抗手段という役目はある程度果たすことができる。
大きさはクロスベルの錬金術師が作った「魔導兵」よりは大きいが、《騎神》よりは同じかやや小さい。
魔煌機兵（まこうきへい）
「閃IV」に登場。《黒の工房》とラインフォルト社の共同開発により、七耀暦1206年7月頃に完成した人型兵器。エレボニア帝国の衛士隊により運用された。
霊力を利用することで魔導の力を使うことが可能。機甲兵とほぼ同様に5系統あり、汎用型のゾルゲ、上位機のメルギア、重装型のハンニバル、高速型のモルドレット、超大型の無人機で「最終魔煌機兵」と呼ばれるリヴァイアサンが存在する。
リヴァイアサンを除く4体は操縦者を必要とするが、有人機に随伴する形で無人機として運用することもできる。操縦者には精神汚染を及ぼす。

#### その他
G-アパッシュ（ギルバートアパッシュ）
「the 3rd」、『暁』、「閃IV」に登場。結社《身喰らう蛇》がペイルアパッシュを有人型に改造した人形兵器。飛行と空中機動が可能で、《影の国》事件で複数体のT・M・ドラギオンに追撃されても逃げ切るだけの飛行速度を見せている。
ギルバート・スタインの専用機体で、「閃IV」では「ギルバートアパッシュ」の名で登場。ギルバート以外に搭乗している登場人物はいない。

オーバルギア
「the 3rd」、「閃III」、「閃IV」に登場。七耀暦1203年、結社《身喰らう蛇》に脅威を感じたエリカ・ラッセルの発案で、パテル＝マテルに対抗しうる人型兵器の開発計画（《オーバルギア》計画）として、アルバート・ラッセルとの共同開発で開発が始まった。
ツァイス中央工房（ZCF）で始まった開発計画にエプスタイン財団が参加し、翌年半ばまでに《エイオンシステム》と連携させた《エイドロンギア》が開発されている。「閃III」では、ティータ・ラッセルによるオーバルギアIIIと、ZCF、エプスタイン財団、ラインフォルトグループの3社合同開発によるオーバルギアEXAが登場。
いずれも全高3アージュ弱の比較的小型のサイズで、他の人型兵器と異なり搭乗者は剥き出しの状態で搭乗し、パワードスーツに近い。

## システム
本項ではシリーズ作品に共通するシステムを解説し、作品毎に固有の部分については各記事（英雄伝説VI 空の軌跡#ゲームシステム・英雄伝説VII#システム）で扱う。また、戦闘に関するシステムについては#戦闘システムとして別途節を設けている。

### 基本システム
『空の軌跡』3作・『VII』・『閃の軌跡』ともに基本システムは同一であり、操作方法等も共通している部分が多い。主人公となるプレイヤーキャラクターを操作して、フィールドの移動やNPCとの会話、敵キャラクターとの戦闘などを行っていくことで物語を進行させ、最終的な物語の結末を目指すオーソドックスなスタイルのRPGとなっている。
フィールドやオブジェクト等は3Dで構成され、その上を2Dで描かれたキャラクターが動くスタイルとなる。『空の軌跡』では視点を左右に回転させることができるが、『VII』では各マップ毎に視点が固定されている。『閃の軌跡』ではキャラクターも3Dで描画され、視点も左右だけでなく上下にも動かすことが可能となっている。
プレイヤーキャラクター移動時のフィールドには町や平原、洞窟や建造物といった場所が存在し、フィールド上にはプレイヤーキャラクターのほかに、多くの場合NPCまたは敵が徘徊している。また、戦闘時には各々のフィールドに応じて特別な戦闘用のフィールドが出現する。なお、描画されたキャラクターの大きさに対する各フィールドの縮尺に、極端な差は生じない。
プレイヤーキャラクターとフィールド上の特定のオブジェクトが接触した場合、プレイヤーキャラクターの周りに吹き出しが出現し、決定 / 会話ボタンを押すとイベントが発生する。NPCであれば会話が始まる。また、フィールド上の敵キャラクターと接触した場合は戦闘が始まる。敵との接触方向により戦闘の開始状況が変わり、敵の後ろから接触すれば先制攻撃、逆に敵に後ろから接触されると敵の先制攻撃となる。

### シナリオ構成
他の《英雄伝説シリーズ》同様、メインとなるシナリオの進行状況に応じて「章」）に分けられている。また各作品によって呼び方は異なるが、『英雄伝説IV 朱紅い雫』のオープンシナリオのシステムを発展させた短いサブシナリオが、メインシナリオと並行して多数用意されている。
サブシナリオは原則としてプレイが必須ではなく、ほとんど達成せずにクリアすることも可能となっている。ただし達成することによって報酬が得られ、また作中でのキャラクターの評価（昇進）にも影響がある。
- 各作品に置けるサブシナリオの呼称
  - 「FC」・「SC」：サブクエスト
  - 「the 3rd」：扉（昇進システムがないため、評価への影響はない）
  - 『VII』：支援要請（一部メインシナリオの進行に必須となるものもある）

### ステータス
操作キャラクターの能力を決定するステータスは以下の通り。
- Status
  - Level - キャラクターのレベル。上昇するとさまざまなパラメータ・HP最大値が上昇する。
  - HP - 0になると戦闘不能となる。操作キャラクター全員のHPが0になるとゲームオーバー。レベルが上がると最大値が上昇。
  - EP - 魔法（アーツ）を使用する際に規定値を消費。マジックポイント (MP) に相当する。最大値はオーブメントのスロット開放状況によって決定される。
  - CP - 戦技（クラフト）を使用する際に規定値を消費。最大値は200で固定。
- Parameter
  - STR - 物理攻撃力。上昇すれば与えられるダメージが増える。
  - DEF - 物理防御力。上昇すれば受けるダメージが減る。
  - ATS - 魔法攻撃力。上昇すれば魔法で与えられるダメージが増える。
  - ADF - 魔法防御力。上昇すれば魔法で受けるダメージが減る。
  - SPD - 行動速度。上昇すると行動順が早く回って来る。
  - DEX - 器用度。上昇すれば攻撃が当たり易くなる。
  - AGL - 敏捷度。上昇すれば攻撃を避け易くなる。
  - MOV - 移動力。一回の行動で動ける範囲。
  - RNG - 攻撃範囲。攻撃の届く距離。
- Experience
  - EXP - 経験値。敵を倒すことによって取得し、一定度貯まるとレベルが上がる。
  - NEXT - 現在の総経験値に次にレベルが上がるまで必要な経験値を足した値。

#### 装備
武器・衣服・靴・アクセサリーの4種類で装備することによってステータスにさまざまな変化を与える。主な効果は下記の通りとなるが、必ずしも下記の効果が出るとは限らず、また特殊な効果を持つ装備も多く存在する。各キャラクターにつきアクセサリーは2つまで、他は一つずつ装備可能となっている。ゲームが進行するに連れて、行く先々の店でより強力な装備を購入出来るようになっている他、任意のイベントや宝箱、あるいは敵を倒して手に入れる場合もある。
武器
主としてSTRを上昇させる。キャラクターによって使用できる武器の種類は固定されており（例：エステルは棒術具〈スタッフ〉、ヨシュアは双剣〈ツインエッジ〉）、固定種以外の武器は装備出来ない。武器装備をはずすと「練習用武器」を装備している扱いになる（攻撃力、攻撃範囲は0）。
衣類・靴
衣類はDEFとADFを、靴はDEF・MOV・AGLを主として上昇させる。武器とは異なり大半はどのキャラクターでも装備可能。一部には男性用 / 女性用や特定キャラのみのように使用者が限定される物もある。
アクセサリ
効果は千差万別で、1種以上の状態異常を防ぐ、各種ステータス変更、銃器系武器の射程を伸ばす物などがある。衣類・靴同様、一部に使用者が限定される物もある。

### 料理
料理のレシピを覚えると「レシピ手帳」に記録され、食材をそろえることで料理を作れるようになる。レシピは対象料理を食べる（『空の軌跡』のみ）、またはレシピを発見することにより覚えることが出来る。料理は基本としてHPの回復効果を持ち、さらに種類による追加効果を持つ場合がある。また種類は少ないが攻撃アイテムとして使用する攻撃料理もある。
料理には「大皿料理」と「携帯料理」の2種類があり、「大皿料理」は作ったその場で消費され、パーティ全員に効果を及ぼす。「携帯料理」はその名の通り作ってもすぐには消費されず、持ち歩き、任意のタイミングで使うことができるが、薬などと同様に1人にしか効果を及ぼさない。
食材には、小麦粉 / 砂糖 / 塩の様な一般的な食材と、魔獣の骨 / 牙 / 甲羅 / 鶏肉など、魔獣の体の一部がある。入手方法は、一般的な食材の場合は店で購入し、魔獣食材は敵キャラクターを倒して得る。どちらも、釣った魚や宝箱から入手できる場合があるが、魔獣の体の一部は原則として購入できない。ただし、一定の条件を満たすことにより購入可能となる。

### 釣り
釣り場で餌と釣り竿を選択し、タイミング良くボタンを押すことで魚を釣り上げるミニゲーム。「the 3rd」以外では、釣れた魚はアイテムとして追加される。「FC」・「the 3rd」では特定条件でしか行えないが、「SC」・『VII』・『閃』ではフィールド上に釣場が散在しており、原則としてフィールド移動が可能であればいつでも楽しめるミニゲームとなっている。
「SC」・『VII』・『閃』では、釣果（魚の種類・魚・餌・釣場・今までに釣った回数の合計）が「釣り手帳」に記録される。また、釣った魚がセピスやアイテムを吐き出すことがある。ゲーム開始当初は餌を店で購入することはできず、敵キャラクターを倒して入手する他、釣れた魚を餌として利用できる。ただし条件を満たせば、釣公師団で餌を購入することが可能になる。釣り竿はイベントや宝箱で入手することになる。

### 魔獣手帳
PSP版のみのシステム。今までに戦ったモンスターのステータス、弱点、落とすアイテム、落とすセピスが記録される。ただし『情報（または天眼）』のクオーツを装備（『空の軌跡』）しないと完全に記録されない。

### データの引継ぎ
同一タイトル内で、保存したクリアデータを引き継いで、2周目を開始することが出来る。引継ぎでは、レベル・アイテム・装備品・手帳データ・通貨・セピスなどが対象となるが、取捨選択の自由度についてはタイトルや移植版ごとに若干異なる。
また「FC」→「SC」・「SC」→「the 3rd」・「零」→「碧」・「閃」→「閃II」・「閃III」→「閃IV」と、シリーズナンバーが同じであれば前作のデータを作品を跨いで引き継ぐことができる。引き継げるのはレベルと前作でのクエストの達成状況などで、持ち物は一切引き継がれない。クエストの達成状況は引き継ぐことにより一部でセリフが前作の状況を踏まえたものに変更されるといった効果がある。

## 戦闘システム
戦闘はフィールド上の敵キャラクターとの接触及びイベントによって発生し（シンボルエンカウント方式）、戦闘用フィールドに切り替わった後、戦闘が始まる。戦闘はフィールドに用意された特定の範囲で行われる。コマンドから選択することによって各プレイヤーキャラクターの行動を決定し、全ての敵キャラクターを倒す、あるいは特定の条件を満たすと戦闘は終了し、経験値とセピスおよびアイテムを入手し、通常フィールドに戻される。退却した場合も同様に通常フィールドに戻されるが、敵キャラクターはそのままとなる。全プレイヤーキャラクターのHPが0になった場合、ゲームオーバーとなり、戦闘をやり直すか最初のメニュー画面に戻るかを選択する。

### ATバトル
戦闘は、「AT（Action Time）バトル」と呼ばれる方式が採られたターン制である。戦闘画面に表示されるATバーが、戦闘中における敵味方全キャラクターの行動順を示している。ATバーに表示されたキャラクターのアイコンは、敵味方各キャラクターに対応している。
アイコンがATバーの先頭に来るとそのキャラクターのターンとなって行動を起こすことができる。行動を実行すると後方に回され、2番目に位置していたキャラクターが先頭に回り行動可能となる……という動作の繰り返しとなる。ATバーの順番はキャラクターの取った行動やSPD値によって決定し、移動等の簡単な行動であれば比較的早く次の行動順が回ってくるが、高度なアーツやクラフトを使った場合、次の行動順が回ってくるのはかなり遅くなる。SPD値が高いと、行動順は全体的に早くなる。
行動順は、Sブレイク・チェインクラフト・一斉攻撃・コンビネーションクラフトによって一時的に無視することができるが、その分、次の行動順の遅れとして蓄積される。行動順を早める、または遅らせるクラフトも存在する。また、フィールド上の敵キャラクターとの接触時に、接触の向きによっていずれかの先制攻撃となる場合があり、その際は最初の行動順が有利または不利に働く。

#### ATボーナス
行動順に応じて取得可能なボーナス。ATバーの横にアイコンで表示されてATバーの進行と共にアイコンが進み、敵・味方関係なくアイコンがATバーの先頭に来た時に行動するキャラクターに対してボーナスが与えられる。ATボーナスは特定のキャラクターではなく全体の行動順に従っているため、Sブレイクによる割り込みや行動順の調節等によってボーナスを狙う事が可能となる。
- ●は作中を通じて登場、○は特定のマップでのみ登場、▲はゲーム内に説明があるが現在未実装なもの(2020年3月現在)

| 種類       | 効果                                                                                           | FC/SC | the 3rd | VII | 閃 | 暁 |
| ---------- | ---------------------------------------------------------------------------------------------- | ----- | ------- | --- | -- | -- |
| HP HEAL    | HPが回復する。                                                                                 | ●     | ●       | ●   | ●  | ●  |
| EP HEAL    | EPが回復する。                                                                                 | ●     | ●       | ●   | ●  | ●  |
| CP HEAL    | CPが回復する。                                                                                 | ●     | ●       | ●   | ●  | ●  |
| STR UP     | 与ダメージ増幅。                                                                               | ●     | ●       |     | ●  |    |
| CRITICAL   | 攻撃・魔法・回復の効果が1.5倍。                                                                | ●     | ●       | ●   | ●  | ●  |
| SEPITH UP  | 攻撃ヒット数に応じてセピスを奪取。                                                             | ●     | ●       | ●   | ●  | ▲  |
| RUSH       | 2回連続行動                                                                                    |       | ●       | ●   |    | ●  |
| VANISH     | 攻撃相手が一時的に消滅し、EPを0にする。                                                        |       | ●       | ○   | ○  |    |
| DEATH      | 一撃で攻撃相手を殺す（即死耐性をもつ場合は無効）。                                             |       | ●       | ○   | ○  | ▲  |
| GUARD      | 攻撃が相手に必ずガードされる。                                                                 |       | ●       | ○   |    | ○  |
| ITEM GET   | 取得時に敵を倒せば100%アイテム取得。                                                           |       | ●       |     |    |    |
| TEAM RUSH  | 味方が取得すると一斉攻撃が可能となる。 敵が取得すると敵全員のディレイ値が0になる。             |       |         | ●   |    |    |
| ZERO ARTS  | 駆動時間なし、消費EPなしでアーツを発動できる。                                                 |       |         |     | ●  |    |
| BAD ATTACK | 物理・魔法を問わず、攻撃が当たった相手にランダムで状態変化が発生する（耐性をもつ場合は無効）。 |       |         |     | ●  |    |
| CP LOSE    | CPが0になる。                                                                                  |       |         |     | ●  |    |

### コマンド
戦闘中に選択出来るコマンドは以下の通り。
攻撃
攻撃対象の敵を指定し、対象が攻撃範囲に入る位置まで移動して攻撃を加える。敵まで到達できない場合は移動のみ。封技状態の場合、選択することができない。
移動
戦闘フィールド上の位置を指定し、その位置まで移動のみを行う。次の行動順が早く回って来る。
アーツ
EPを消費してアーツを使う。詠唱時間を必要とするため、選択後、次に行動順が回ってきた時にアーツが発動する。詠唱時間はアーツによって異なる。封魔状態の場合、選択することができない。
クラフト
キャラクター固定の特殊攻撃。CPを消費して発動させる。種類によっては対象に向かっての移動を伴う。アーツと違って詠唱時間を必要としない。
道具
回復アイテムや攻撃食料などの道具を使う項目。使用対象に向かって移動してから道具を使う。道具のストックは共通で、どのキャラクターの時でも手持ちの道具が自由に使える。ただしいずれの道具も各99個までしか持てない。
退却
戦闘から退却する。特定の戦闘では選択することができない。使用可能の場合、『空の軌跡』では確実に退却できる。『英雄伝説VII』ではコマンド選択時に成功率が表示される。

### クラフト
戦技（クラフト）はCP（クラフトポイント）を消費して発動する、キャラ固有の特殊技。効果は千差万別で攻撃だけには限らず、回復やステータスアップなどの効果を持つ物もある。それぞれのキャラクターが規定のレベルに達すると新しいクラフトを覚える。
クラフトにはCPの消費量が固定されている通常のクラフトと、CPが100以上の場合にすべてを消費して使用するSクラフトの2種類に大別される。Sクラフトは、CPを最大値の200まで貯めた状態で発動すると、通常よりも効果が強化される。

#### Sブレイク
現在の行動順に関係なくATバーの先頭に回り、Sクラフトを発動させる必殺技。Sクラフトが使える状態（つまりCP100以上）であればいつでも発動できる。

### アーツ
本作における魔法は導力魔法（オーバルアーツ、通称：アーツ）と呼ばれる。戦術オーブメントにクオーツをセットし、連結構造（ライン）がアーツ毎に定められた属性値を満たすことによって使用可能となる。アーツの使用にはマジックポイントに相当するEP（エネルギーポイント）を消費する。
属性
地・水・火・風・時・空・幻の7種類。クオーツはいずれか1つの属性を持つ。またオーブメントのスロットにも属性を持つ物があり、属性を持つスロットには同じ属性のクオーツしかはめることが出来ない。
属性値
クオーツの持つ属性の強さ。基本としてクオーツは属性と同じ種類の属性値を持つが、複数種の属性値を持つクオーツもある（例：省EP1 - 属性は空、属性値は時×1・空×2・幻×1）。ライン上にセットされたクオーツの持つ属性値の合計値によって使用可能な魔法が決まる。
『閃』系列の作品においてはこの概念は存在しない。
戦術オーブメント
単にオーブメントと呼ばれることも多い。クオーツをセットするためのスロットを7つ（「FC」のみ6つ）持ち、セットすることによってアーツの使用を可能とする道具。持ち主に合わせてオーダーメイドで作られるため、キャラクター毎にラインや属性が異なる。全てのスロットは、中央のスロットから始まる連結構造（ライン）のどれか1つにつながっており、中央スロットを除き複数のラインにつながることはない。このため、ラインの数が多いほど、ライン1本当たりの長さは短くなり強力なアーツの取得は困難となる。
「FC」及び「零」では初期状態で多くのスロットが閉じられているため、オーブメント工房でスロットを開封する必要がある。また「SC」以降ではスロット及びクオーツにレベルの概念が導入されており、効果の高いクオーツの中にはスロットの強化（レベル上げ）を行なわなければセットできない（スロットのレベル≧クオーツのレベルである必要がある）。なお、開封・強化を行なうとキャラクターのEP最大値が上昇する。
たびたびスロット数の増加やマスタークオーツの概念の導入といったバージョンアップが施された新型のオーブメントが開発されているが、同時に基本アーキテクチャが大幅に変更されるため、新型のオーブメントには旧型のオーブメントで使用していたクオーツとの互換性がないという欠点がある。
結晶回路（クオーツ）
セピスから合成される回路で、オーブメントにセットすることによってアーツを使用可能とする。なんらかの属性と属性値を持ち、キャラクターの能力値変化や特殊能力の付加といった様々な効果も併せ持つ。
形状は『空の軌跡』では円形、『VII』では長方形（「碧」に登場するマスタークオーツのみ円形）となっている。世代による形状の違いこそあれ、クオーツごとの大きさに差異はないが、高性能なクオーツの合成にはより多くのセピスが必要となる。
なお、『閃』系列の作品においては能力値上昇用とアーツ使用解禁用でクォーツが完全に分けられている。このため、従来ならば要求される属性値の非常に高かった強力なアーツなども手軽に使用可能となる反面、発動可能なアーツの種類を揃えることは非常に難しくなっている。
マスタークオーツ
「碧」において登場した新型のクオーツ。長方形のクオーツが主流の当時としては珍しい円形のクオーツで、「碧」においては1属性につき3種類ずつ計21個が登場し、クオーツごとに異なる紋章がデザインされている。マスタークオーツをセットするスロットは専用のものが共通してオーブメントの中央に配置されており、通常のスロットにマスタークオーツをセットしたり、逆に通常のクオーツをマスタークオーツ専用のスロットにセットすることもできない。
最大の特徴は戦闘を重ねるごとに成長（実際には本来秘めている力を引き出していくような感覚らしい）し、力を増していくという点であり、最高レベルまで成長させれば「マスターアーツ」というマスタークオーツの属性固有のアーツを使用できる。
従来のクオーツを大きく上回る性能を誇る反面、大量生産が利かない貴重品でもあり、ゲーム中では同じマスタークオーツを複数入手することはできない。
アーツの作成
各アーツには、使用可能とするために必要とされる属性値が設定されている。連結したスロットにセットされたクオーツの属性値の合計値がアーツの属性値を満たした場合、そのアーツが使用可能となる。すなわち、長い連結構造のオーブメントを持つキャラクターほど高度なアーツを使用することができる。ただし、長い連結構造のスロットは奥に行くほど開封・レベルアップに必要なセピスが多くなる。
『閃』系列の作品においては属性値の概念が存在せず、アーツは対応するクォーツをはめ込むことでクォーツ一つにつき一種使用可能となる形態を採っている。

### 戦闘設定
「Tactics」によって戦闘開始時のキャラクターの初期配置や、Sブレイク発動時におけるSクラフトの選択が出来る。
初期配置は先頭突入時の位置関係を決定するもので、前後5マス、左右7マスに区切られたスペースにキャラを配置して決定する。前方に設置すれば戦闘開始時の敵との距離が近くなり、後方に配置すれば遠くなる。

## 対応プラットフォーム
- プラットフォーム略号
  - 98：Windows 98、Me：Windows Millennium Edition、2k：Windows 2000、XP：Windows XP、Vi：Windows Vista、7：Windows 7、8：Windows 8、10：Windows 10
  - PS3：PlayStation 3、PS4：PlayStation 4、PS5：PlayStation 5
  - PSP：PlayStation Portable、PSV：PlayStation Vita
  - Switch：Nintendo Switch
- 表中記号
  - ★：オリジナルプラットフォーム 、○：日本ファルコムによる自社移植、△：ライセンス提供下の他社による移植

| No   | タイトル                                 | タイトル                                 | Windows | Windows | Windows | Windows | Windows | Windows | Windows | Windows | PS3 | PS4 | PS5 | PSP | PSV | Switch | オリジナル版 発売日 |
| No   | タイトル                                 | タイトル                                 | 98      | Me      | 2k      | XP      | Vi      | 7       | 8       | 10      | PS3 | PS4 | PS5 | PSP | PSV | Switch | オリジナル版 発売日 |
| ---- | ---------------------------------------- | ---------------------------------------- | ------- | ------- | ------- | ------- | ------- | ------- | ------- | ------- | --- | --- | --- | --- | --- | ------ | ------------------- |
| 6    | 空の軌跡                                 | FC                                       | ★       | ★       | ★       | ★       |         | ○       | ○       |         | ○   |     |     | ○   | △   |        | 2004年6月24日       |
| 6    | 空の軌跡                                 | SC                                       | ★       | ★       | ★       | ★       |         | ○       | ○       |         | ○   |     |     | ○   | △   |        | 2006年3月9日        |
| 6    | 空の軌跡                                 | the 3rd                                  | ★       | ★       | ★       | ★       | ★       | ○       | ○       |         | ○   |     |     | ○   | △   |        | 2007年6月28日       |
| 7    | 零の軌跡                                 | 零の軌跡                                 |         |         |         | △       | △       | △       | △       |         |     | ○   |     | ★   | △   | △      | 2010年9月30日       |
| 7    | 碧の軌跡                                 | 碧の軌跡                                 |         |         |         |         |         |         |         |         |     | ○   |     | ★   | △   | △      | 2011年9月29日       |
| 8    | 閃の軌跡                                 | I                                        |         |         |         |         |         | 〇      | 〇      | 〇      | ★   | ○   |     |     | ★   | △      | 2013年9月26日       |
| 8    | 閃の軌跡                                 | II                                       |         |         |         |         |         | 〇      | 〇      | 〇      | ★   | ○   |     |     | ★   | △      | 2014年9月25日       |
| 8    | 閃の軌跡                                 | III                                      |         |         |         |         |         |         |         |         |     | ★   |     |     |     | △      | 2017年9月28日       |
| 8    | 閃の軌跡                                 | IV                                       |         |         |         |         |         |         |         |         |     | ★   |     |     |     | △      | 2018年9月27日       |
|      | 創の軌跡                                 | 創の軌跡                                 |         |         |         |         |         |         |         |         |     | ★   |     |     |     | △      | 2020年8月27日       |
| 9    | 黎の軌跡                                 | I                                        |         |         |         |         |         |         |         |         |     | ★   | ○   |     |     | ○      | 2021年9月30日       |
| 9    | 黎の軌跡                                 | II                                       |         |         |         |         |         |         |         |         |     | ★   | ★   |     |     | ○      | 2022年9月29日       |
|      | 界の軌跡                                 | 界の軌跡                                 |         |         |         |         |         |         |         |         |     | ★   | ★   |     |     |        | 2024年9月26日       |
| –    | 暁の軌跡                                 | 暁の軌跡                                 |         |         |         |         |         | ★       | ★       | ★       | △   | △   |     |     | △   | △      | 2016年8月31日       |
| 派生 | イースvs.空の軌跡 オルタナティブ・サーガ | イースvs.空の軌跡 オルタナティブ・サーガ |         |         |         |         |         |         |         |         |     |     |     | ★   |     |        | 2010年7月29日       |
| 派生 | 那由多の軌跡                             | 那由多の軌跡                             |         |         |         |         |         |         |         |         |     | △   |     | ★   |     | ○      | 2012年7月26日       |

### 空の軌跡（PSP版）
- 英雄伝説 空の軌跡FC（PlayStation Portable、2006年9月28日発売）
- 英雄伝説 空の軌跡SC（PlayStation Portable、2007年9月27日発売）
- 英雄伝説 空の軌跡 the 3rd（PlayStation Portable、2008年7月24日発売）

日本ファルコムによる自社移植。魔獣手帳の追加など、Windows版にはなかった新たな要素が加えられた。
Windows版の画面表示はアスペクト比4:3、画面解像度は640×480（VGA）から最大で1024×768（XGA）まで対応というものだったが、PSP版ではハードの仕様に合わせて、アスペクト比16:9、画面解像度は480×272に変更されている。
PSP版「空の軌跡FC」は発売前は受注数が伸び悩み、初回出荷は18,000本だった。その後も販売は苦戦を続けたが、1年後に「SC」が発売されたことを機に「FC」もよく売れるようになった。その後は異例のロングセラーとなり、日本ファルコムの業績を押し上げることとなる。本作のヒットにより、1980年代初めの創業以来PCゲーム市場を主軸とした製品展開をしていた日本ファルコムはコンシューマーゲーム機に軸足を移していくことになった。

### リマスター版（改）
いずれも日本ファルコムによる自社移植。PlayStationプラットフォームで発売されたタイトルをそれぞれ当時の最新機種に移植したもので、基本的に内容には変更がなく、高解像度画面への対応を主眼にした変更がされている。オリジナル版のセーブデータを読み込む手段が用意されており、オリジナル版から移行してプレイすることができるようになっている。

#### 空の軌跡：改
- 英雄伝説 空の軌跡FC：改 HD EDITION（PlayStation 3、2012年12月13日発売）
- 英雄伝説 空の軌跡SC：改 HD EDITION（PlayStation 3、2013年4月25日発売）
- 英雄伝説 空の軌跡 the 3rd：改 HD EDITION（PlayStation 3、2013年6月27日発売）

PSP版をPlayStation 3に移植したもので、HD画面に対応。PSP版とはセーブデータを共有することができた。
なお、「英雄伝説 空の軌跡FC：改 HD EDITION」は日本ファルコムにとって初のPlayStation 3タイトルにあたる。

#### 閃の軌跡：改
- 英雄伝説 閃の軌跡I：改-Thors Military Academy 1204-（PlayStation 4、2018年3月8日発売）
- 英雄伝説 閃の軌跡II：改-The Erebonian Civil War-（PlayStation 4、2018年4月26日発売）

PlayStation 3、PlayStation Vitaで発売された作品をPlayStation 4に移植したもので、「閃III」（2017年9月）と「閃IV」（2018年9月）の発売に合わせて、『閃』シリーズをひとつのプラットフォームで揃えるため企画された。
PS3/Vita版のクロスセーブ機能を使用することにより、PS3/Vita版のセーブデータを読み込むことも可能。
60fps表示（HD出力時）や4K出力に対応したほか、機能面にも手が加えられ、PS3/Vita版にはなかった高速スキップモードが搭載され、移動や戦闘の表示速度を倍速、4倍速に切り替えられるようになった。
題名にはPS3/Vita版にはなかった副題が加えられた。

#### 零の軌跡：改・碧の軌跡：改
- 英雄伝説 零の軌跡：改（PlayStation 4、2020年4月23日）
- 英雄伝説 碧の軌跡：改（PlayStation 4、2020年5月28日）

「零の軌跡」10周年記念に伴い、PSP版からPlayStation 4に移植された。 「閃I:改」「閃II:改」で搭載された高速スキップモード・高画質対応の他、「Evolution」シリーズで使用されたメインシナリオのフルボイス部分が、本作にも対応。 また、「碧の軌跡：改」では、『閃』シリーズに初登場したキャラクターが一部登場し、新たに立ち絵も使用された（後作から活躍が多くなる一部キャラクターにも立ち絵を採用）。 なお、「Evolution」シリーズとは異なり、BGMアレンジ・新ミニゲームなどの要素は採用されていない。

### リニューアル版（Evolution）
いずれもキャラアニの企画によるもので、PSPで発売されたタイトルがPS Vitaに移植された。日本ファルコムは監修として携わり、企画・制作はキャラアニとピラミッド（Pyramid,Inc.）、販売は角川ゲームスが扱う。
移植に伴い、ストーリー部分のフルボイス化、主題歌リニューアル、BGMのアレンジ、新たなクエストの追加などがされている。PS Vitaの仕様に合わせて画面解像度が向上しているほか、通常画面のエフェクトも一部追加されている。上記のリマスター版とは異なり、オリジナルのPSP版との間でセーブデータの互換性はない。

#### 零の軌跡 Evolution・碧の軌跡 Evolution
- 英雄伝説 零の軌跡 Evolution（PlayStation Vita、2012年10月18日発売）
- 英雄伝説 碧の軌跡 Evolution（PlayStation Vita、2014年6月12日発売）

「零の軌跡 Evolution」はキャラアニにとって、ゲーム業界に参入した第1作目にあたる。 「碧の軌跡 Evolution」では、会話イベントの自動化・ストーリー中の挿絵も追加（『空Evo』でも採用）。

#### 空の軌跡 Evolution
- 英雄伝説 空の軌跡FC Evolution（PlayStation Vita、2015年6月11日発売）
- 英雄伝説 空の軌跡SC Evolution（PlayStation Vita、2015年12月10日発売）
- 英雄伝説 空の軌跡 the 3rd Evolution（PlayStation Vita、2016年7月14日発売）

本シリーズでは、各キャラクターの立ち絵やSクラフト時のカットインなどのイラストが新たに描き下ろされ、全て変更された。 UIも「零」「碧」をベースに変更され、「零」から使用された「フィールドアタック」も追加。 戦闘ボイスも再収録されており、新たな掛け声も追加。また、戦闘での倍速オート機能・2周目以降のボスも追加。 DLCの導入により、BGMをオリジナル版に変更可能（主題歌除く・「零」「碧」Evoでは搭載されていない）。

## 主題歌
- 表中では以下の略称を用いる。 オープニング：OP / エンディング：ED / コーラス：Ch

| ゲームタイトル             | OP/ED                | 曲名                          | 歌                          | 作詞                | 作曲                  | 編曲            |
| -------------------------- | -------------------- | ----------------------------- | --------------------------- | ------------------- | --------------------- | --------------- |
| 空の軌跡FC                 | ED                   | 星の在り処                    | う〜み Ch：伊藤和子         | 浜田英明            | Falcom Sound Team jdk | 和田耕平        |
| 空の軌跡SC                 | OP                   | 銀の意志 金の翼               | 山脇宏子 Ch：しばざきあやこ | 一二三恭            | Falcom Sound Team jdk | 神藤由東大      |
| 空の軌跡SC                 | ED                   | I swear...                    | 小寺可南子                  | しばざきあやこ      | Falcom Sound Team jdk | 和田耕平        |
| 空の軌跡 the 3rd           | OP                   | Cry for me, cry for you       | 小寺可南子 Ch：墨谷美輝     | 一二三恭            | Falcom Sound Team jdk | 神藤由東大      |
| 空の軌跡 the 3rd           | ED                   | 空を見上げて Ending version   | 小寺可南子 Ch：墨谷美輝     | 一二三恭            | Falcom Sound Team jdk | 神藤由東大      |
| 零の軌跡                   | OP                   | way of life                   | 小寺可南子                  | 一二三恭            | Falcom Sound Team jdk | 神藤由東大      |
| 碧の軌跡                   | OP                   | 碧い軌跡 Aoi Kiseki           | 小寺可南子                  | 一二三恭            | Falcom Sound Team jdk | 神藤由東大      |
| 閃の軌跡                   | OP                   | 明日への鼓動                  | 小寺可南子                  | 神藤由東大 一二三恭 | Falcom Sound Team jdk | 神藤由東大      |
| 閃の軌跡                   | ED                   | I miss you                    | 小寺可南子                  | 一二三恭            | Falcom Sound Team jdk | 上倉紀行        |
| 閃の軌跡II                 | OP                   | 閃光の行方                    | 小寺可南子 Ch：岡島俊治     | 一二三恭            | Falcom Sound Team jdk | 岡島俊治        |
| 閃の軌跡II                 | ED（終章）           | I'll remember you             | 佐坂めぐみ Ch：吉田このみ   | 一二三恭            | Falcom Sound Team jdk | 神藤由東大      |
| 閃の軌跡III                | OP                   | 行き着く先                    | 佐坂めぐみ                  | 一二三恭            | Falcom Sound Team jdk | 真我光生        |
| 閃の軌跡III                | ED                   | 嘆きのリフレイン              | 末廣優里 Ch：佐坂めぐみ     | 一二三恭            | Falcom Sound Team jdk | 真我光生        |
| 閃の軌跡IV                 | OP                   | 明日への軌跡                  | 佐坂めぐみ Ch：末廣優里     | 一二三恭            | Falcom Sound Team jdk | 真我光生        |
| 閃の軌跡IV                 | ED（ノーマルエンド） | 愛の詩                        | 末廣優里 Ch：佐坂めぐみ     | 一二三恭            | Falcom Sound Team jdk | 真我光生        |
| 創の軌跡                   | OP                   | NO END NO WORLD               | 佐坂めぐみ                  | 浜田英明            | Falcom Sound Team jdk | 真我光生        |
| 黎の軌跡                   | OP                   | 名もなき悪夢の果て            | 佐坂めぐみ                  | 真我光生            | Falcom Sound Team jdk | 真我光生        |
| 黎の軌跡II                 | OP                   | CRIMSON SiN                   | 佐坂めぐみ                  | 真我光生            | Falcom Sound Team jdk | 真我光生        |
| 黎の軌跡II                 | ED                   | 現在（いま）という煌めき      | 佐坂めぐみ                  | 真我光生            | Falcom Sound Team jdk | 真我光生        |
| 界の軌跡                   | OP                   | シロイセカイ                  | 佐坂めぐみ                  | 真我光生            | Falcom Sound Team jdk | 真我光生 gakia2 |
| 界の軌跡                   | ED                   | 女神の唄                      | 佐坂めぐみ                  | 真我光生            | Falcom Sound Team jdk | 真我光生        |
| 零の軌跡 Evolution         | OP                   | way of life                   | 小寺可南子                  | 一二三恭            | Falcom Sound Team jdk | 佐藤亘          |
| 零の軌跡 Evolution         | ED                   | セルリアンブルーの恋          | 小寺可南子                  | 一二三恭            | Falcom Sound Team jdk | 神藤由東大      |
| 碧の軌跡 Evolution         | OP                   | 碧き願い                      | 佐坂めぐみ Ch：小寺可南子   | 小寺可南子          | Falcom Sound Team jdk | 岡島俊治        |
| 碧の軌跡 Evolution         | ED                   | I pray for you –アオイキセキ- | 吉田このみ                  | 一二三恭            | Falcom Sound Team jdk | 神藤由東大      |
| 空の軌跡FC Evolution       | OP                   | 空の軌跡                      | 小寺可南子                  | 浜田英明            | Falcom Sound Team jdk | 岡島俊治        |
| 空の軌跡FC Evolution       | ED                   | 星の在り処                    | う〜み Ch：高岡陽子         | 浜田英明            | Falcom Sound Team jdk | 神藤由東大      |
| 空の軌跡SC Evolution       | OP                   | 銀の意志 金の翼               | 佐坂めぐみ Ch：高岡陽子     | 一二三恭            | Falcom Sound Team jdk | 神藤由東大      |
| 空の軌跡SC Evolution       | ED                   | I swear...                    | 小寺可南子                  | しばざきあやこ      | Falcom Sound Team jdk | 岡島俊治        |
| 空の軌跡 the 3rd Evolution | OP                   | Cry for me, cry for you       | 小寺可南子                  | 一二三恭            | Falcom Sound Team jdk | 岡島俊治        |
| 空の軌跡 the 3rd Evolution | ED                   | 空を見上げて Ending version   | 吉田このみ                  | 一二三恭            | Falcom Sound Team jdk | 神藤由東大      |

## メディアミックス

### ドラマCD
本節ではドラマCDを主体として発売されたものを一覧としてまとめる。各作品の詳細やゲーム付属特典のドラマCDについては英雄伝説VI 空の軌跡#ドラマCDおよび英雄伝説VII#ドラマCDを参照。『閃の軌跡』では、ゲーム付属特典用として以外でドラマCDは製作されていないため、本節では扱わない。
ドラマCD1作目となる「去り行く決意」は元々「SC」の初回特典であり、同じ特典のフォトストーリーブックと共に
『空の軌跡 ドラマCD＆フォトストーリーブック』として「SC」と同時に日本ファルコムから発売された。後に2作目となる「繋がる絆」の発売に合わせてキャラアニからドラマCD単品でも再発売されている。
「繋がる絆」以降はキャラアニより2本同時に発売されており、同社の直販限定で同日発売の2本をセットにしたパッケージも販売されている。
| タイトル                                                  | 脚本     | 品番       | 品番          | 発売日         |
| タイトル                                                  | 脚本     | 単体       | セット        | 発売日         |
| --------------------------------------------------------- | -------- | ---------- | ------------- | -------------- |
| 空の軌跡 ドラマCD＆フォトストーリーブック（去り行く決意） | 田沢大典 | NW10107390 | ---           | 2006年3月9日   |
| 英雄伝説 空の軌跡 ～去り行く決意～                        | 田沢大典 | CADC-0003  | CADC-0001/2   | 2009年4月25日  |
| 英雄伝説 空の軌跡SC ～繋がる絆～                          | 田沢大典 | CADC-0004  | CADC-0001/2   | 2009年4月25日  |
| 英雄伝説 空の軌跡 the 3rd ～魂の刻印～                    | 香取真理 | CADC-0007  | CADC-0005/6   | 2009年7月25日  |
| 英雄伝説 空の軌跡 ヨシュア物語 ～封じられた記憶～         | 田沢大典 | CADC-0008  | CADC-0005/6   | 2009年7月25日  |
| 英雄伝説 空の軌跡 ティータ物語 ～繋がる想い～             | 田沢大典 | CADC-0017  | CADC-00015/16 | 2009年11月28日 |
| 英雄伝説 空の軌跡 クローゼ物語 ～翼、羽ばたく刻～         | 田沢大典 | CADC-0018  | CADC-00015/16 | 2009年11月28日 |
| 英雄伝説 空の軌跡 ～ウロボロス・レポート～                | 田沢大典 | CADC-0029  | CADC-0027/28  | 2010年3月27日  |
| 英雄伝説 空の軌跡 ～AC（アドバンスド・チャプター）～      | 田沢大典 | CADC-0030  | CADC-0027/28  | 2010年3月27日  |
| 英雄伝説 空の軌跡 オリビエ物語 ～未完成の叙事詩～         | 田沢大典 | CADC-0040  | CADC-0038/39  | 2010年12月18日 |
| 英雄伝説 零の軌跡 プレストーリー -審判の指環-             | 田沢大典 | CADC-0041  | CADC-0038/39  | 2010年12月18日 |
| 英雄伝説 零の軌跡 レン物語 ～陽光のぬくもりに抱かれて～   | 田沢大典 | CADC-0046  | CADC-0044/45  | 2011年12月14日 |
| 英雄伝説 零の軌跡 第一章 ～神狼たちの午後～               | 奥村卓也 | CADC-0047  | CADC-0044/45  | 2011年12月14日 |
| 英雄伝説 零の軌跡 第二章 ～金の太陽、銀の月～             | 奥村卓也 | CADC-0052  | CADC-0050/51  | 2012年9月26日  |
| 英雄伝説 零の軌跡 第三章 ～クロスベル創立記念祭～         | 奥村卓也 | CADC-0053  | CADC-0050/51  | 2012年9月26日  |
| 英雄伝説 零の軌跡 第四章 ～忍び寄る叡智～                 | 奥村卓也 | CADC-0059  | CADC-0057/58  | 2013年3月27日  |
| 英雄伝説 零の軌跡 終章 ～クロスベルの一番長い日～         | 奥村卓也 | CADC-0060  | CADC-0057/58  | 2013年3月27日  |

### 漫画
いずれも原作は日本ファルコム。
- 作画：啄木鳥しんき『英雄伝説 空の軌跡』 エモーション〈エモーションコミックス〉全6巻：『YOMBAN→Webコミックゲッキン→バンダイビジュアル公式サイト』2009年10月 - 2013年9月
- 作画：啄木鳥しんき『英雄伝説 零の軌跡 プレストーリー -審判の指環-』 アスキー・メディアワークス〈電撃コミックスEX〉全1巻：『電撃「マ）王』2010年7月号 - 10月号
- 作画：島草あろう『英雄伝説 零の軌跡』 アスキー・メディアワークス〈電撃コミックス〉全2巻：『電撃「マ）王→電撃マオウ』2010年12月号 - 2012年3月号
- 作画：楽時たらひ『空の軌跡 外伝 レーヴェ物語』フィールドワイ/メディア・パル〈ファルコムBOOKS〉全3巻：『ファルコムマガジン』vol.1（2011年1月） - vol.24（2013年1月）（不定期）
- 作画：啄木鳥しんき『英雄伝説 空の軌跡SC』 エンターブレイン〈ファミ通クリアコミックス〉全3巻：『ファミ通コミッククリア』2014年6月 - 2016年7月
- 作画：さがら梨々『英雄伝説 閃の軌跡』フィールドワイ/メディア・パル〈ファルコムBOOKS〉 全6巻：『ファルコムマガジン』vol.44（2014年9月） - vol.90（2018年7月）
- 作画：啄木鳥しんき『英雄伝説 空の軌跡SC ～絆の在り処～』 フィールドワイ/メディア・パル〈ファルコムBOOKS〉既刊3巻：『ファルコムマガジン』vol.70（2016年11月） - 連載中

### 小説
いずれも原作は日本ファルコム。
- 著：田沢大典『英雄伝説 零の軌跡 四つの運命』フィールドワイ/メディア・パル〈ファルコムBOOKS〉全1巻（2012年1月）
- 著：市川丈夫『英雄伝説 零の軌跡』富士見書房〈富士見ドラゴンブック〉全3巻（2012年8月 - 2013年3月）
- 著：むらさきゆきや『英雄伝説 零の軌跡 午後の紅茶にお砂糖を』フィールドワイ/メディア・パル〈ファルコムBOOKS〉全1巻（2012年12月）
- 著：むらさきゆきや『英雄伝説 碧の軌跡 いつか貴方とお茶会を』フィールドワイ/メディア・パル〈ファルコムBOOKS〉全1巻（2014年6月）
- 著：はせがわみやび『英雄伝説 空の軌跡』メディア・パル/フィールドワイ〈ファルコムBOOKS〉全3巻（2014年6月 - 2017年8月）
- 著：はせがわみやび『英雄伝説 空の軌跡 リベール王国スナップショット』メディア・パル/フィールドワイ〈ファルコムBOOKS〉全2巻（2015年3月 - 2015年6月）
- 著：田沢大典『英雄伝説 碧の軌跡 ショートストーリーズ』フィールドワイ/メディア・パル〈ファルコムBOOKS〉全1巻（2015年4月）
- 著：草薙アキ『英雄伝説 閃の軌跡 メンタルクロスリンク』フィールドワイ/メディア・パル〈ファルコムBOOKS〉全1巻（2015年12月）

### スピンオフ作品
- 『英雄伝説 夢の軌跡』 - ヴァンガード開発によるソーシャルゲーム